# Abbaye Notre-Dame d'Orval
 (mars 2025).
 (juillet 2024).
 (mars 2025).
La mise en forme du texte ne suit pas les recommandations de Wikipédia : il faut le « wikifier ».
Les points d'amélioration suivants sont les cas les plus fréquents. Le détail des points à revoir est peut-être précisé sur la page de discussion.
- Les titres sont pré-formatés par le logiciel. Ils ne sont ni en capitales, ni en gras.
- Le texte ne doit pas être écrit en capitales (les noms de famille non plus), ni en gras, ni en italique, ni en « petit »…
- Le gras n'est utilisé que pour surligner le titre de l'article dans l'introduction, une seule fois.
- L'italique est rarement utilisé : mots en langue étrangère, titres d'œuvres, noms de bateaux, etc.
- Les citations ne sont pas en italique mais en corps de texte normal. Elles sont entourées par des guillemets français : « et ».
- Les listes à puces sont à éviter, des paragraphes rédigés étant largement préférés. Les tableaux sont à réserver à la présentation de données structurées (résultats, etc.).
- Les appels de note de bas de page (petits chiffres en exposant, introduits par l'outil «  Source ») sont à placer entre la fin de phrase et le point final[comme ça].
- Les liens internes (vers d'autres articles de Wikipédia) sont à choisir avec parcimonie. Créez des liens vers des articles approfondissant le sujet. Les termes génériques sans rapport avec le sujet sont à éviter, ainsi que les répétitions de liens vers un même terme.
- Les liens externes sont à placer uniquement dans une section « Liens externes », à la fin de l'article. Ces liens sont à choisir avec parcimonie suivant les règles définies. Si un lien sert de source à l'article, son insertion dans le texte est à faire par les notes de bas de page.
- La présentation des références doit suivre les conventions bibliographiques. Il est recommandé d'utiliser les modèles {{Ouvrage}}, {{Chapitre}}, {{Article}}, {{Lien web}} et/ou {{Bibliographie}}. Le mode d'édition visuel peut mettre en forme automatiquement les références.
- Insérer une infobox (cadre d'informations à droite) n'est pas obligatoire pour parachever la mise en page.

Pour une aide détaillée, merci de consulter Aide:Wikification.
Si vous pensez que ces points ont été résolus, vous pouvez retirer ce bandeau et améliorer la mise en forme d'un autre article.
Pour les articles homonymes, voir Abbaye Notre-Dame et Orval.
L'abbaye Notre-Dame d'Orval (ou abbaye d'Orval) est un monastère cistercien situé en Belgique, à Villers-devant-Orval, dans la province de Luxembourg.
Fondée par des bénédictins au XIe siècle auprès d'une source dans un vallon isolé dans la forêt, l'abbaye passe à l'ordre cistercien en 1131 avec l'arrivée de moines de l'abbaye de Trois-Fontaines. Durant quatre siècles, elle vit l'existence d'un monastère ordinaire, isolé dans la grande forêt d'Ardenne et de Gaume; située à la frontière entre le Saint-Empire et le royaume de France, elle subit les conséquences des guerres et conflits du XVe au XVIIe siècle. Participant au mouvement de réforme de l'étroite observance dans l'ordre cistercien, elle connaît aux XVIIe et XVIIIe siècles une période de grand développement spirituel et économique, malgré une crise liée au développement du jansénisme en son sein au début du XVIIIe siècle.
À la fin du XVIIIe siècle, lors de la période française de l'histoire de Belgique qui suit la Révolution française, les bâtiments, anciens et nouveaux, sont détruits et incendiés après le départ forcé des moines. En 1795, la communauté est dispersée et les biens de l'abbaye vendus comme « biens nationaux » sous le régime de la Première République.
En 1927, la présence monastique est relevée par un groupe de cisterciens-trappistes venu de l'abbaye Notre-Dame de Sept-Fons, qui fonde là un prieuré et entame la reconstruction sous la direction de Marie-Albert van der Cruyssen, moine belge venu de l'abbaye Notre-Dame de la Trappe. En 1935, le monastère retrouve son statut d'abbaye autonome.

## Géographie

### Situation
Isolée dans un vallon au milieu de la forêt, entre deux étangs nés des aménagements hydrauliques par les moines, l’abbaye se trouve à deux kilomètres au nord-est du village de Villers-devant-Orval, à un kilomètre au nord de la frontière française, à l’entrée d’un saillant de la Belgique en territoire français. Elle est bordée à l’ouest par la route nationale 88 reliant Florenville et Athus (Aubange). Le ruisseau la Mouline, grossi par une importante source à Orval même, passe en souterrains à travers le site de l’abbaye, et en rejoint deux autres à la sortie du domaine, pour former une petite rivière, la Marche (affluent de la Chiers, elle-même affluent de la Meuse) avant d’entrer dans Villers-devant-Orval.

### Étendue
Le domaine central comporte l'abbaye même, dont le mur de clôture de plusieurs kilomètres entoure une surface d'environ 14 hectares, et les terres avoisinantes - principalement des forêts de feuillus, entourées par un fossé médiéval jalonné de bornes, encore visible aujourd'hui. Mais du XIIe au XVIIIe siècle, au fil des donations, depuis la région de Huy (cent kilomètres au nord) jusqu'à celle de Verdun (cinquante kilomètres au sud), le domaine s'est étendu sur quelque 7 000 hectares et trois cents propriétés de tailles diverses, : fermes comme les granges de Blanchampagne (500 ha) ou Conques, champs et bois, exploitations minières et forges, maisons de « refuge » à Montmédy, Luxembourg ou Huy, etc. Le tout fut confisqué et vendu comme « bien national » en 1795.

### Accès en transports publics
La gare de Florenville, sur la ligne 165, se trouve à huit kilomètres. L'abbaye se situe à proximité immédiate de l'arrêt Orval carrefour desservi (en semaine uniquement) par la ligne de bus 24, et désormais en juillet-août par la ligne touristique V1 des TEC, qui relie Bouillon à Orval.

## Histoire

### Fondation
Le site d'Orval est occupé bien avant l'ère chrétienne : les fouilles ont découvert de nombreuses sépultures, formant quasiment une très ancienne nécropole dont les corps vont du néolithique à l'époque mérovingienne, entre le flanc de vallon où jaillit la source (sacrée ?) et le fond marécageux. La grand route romaine Reims-Trêves passe à proximité. Une petite église y est présente en tous cas dès le Xe siècle, peut-être bâtie sur la tombe d'un saint ou d'un évangélisateur.
En 1070, un groupe de bénédictins, venus de la Calabre (Italie), y bâtit une église et un prieuré, sur des terres données en usufruit par le comte de Chiny, Arnoul Ier, et par le comte Conrad Ier, comte de Luxembourg.
Vers 1076, la suzeraine du comte de Chiny, Mathilde de Toscane, comtesse de Briey, passe dans la région et ratifie la donation faite par son vassal aux moines bénédictins. C’est à cette époque qu’aurait eu lieu le célèbre incident de l’anneau que la comtesse aurait laissé glisser dans le bassin de la source, et qu'elle aurait retrouvé comme miraculeusement: l’endroit aurait alors d'elle reçu son nom Auréavallis (Val d’or) et son blason (un anneau d’or, orné d'un ou plusieurs chatons, émergeant de l'eau). Au début du XXIe siècle, le bassin de la « fontaine Mathilde » en perpétue toujours la mémoire.
Au bout d'une quarantaine d'années — et pour des raisons inconnues — les bénédictins quittent les lieux. Le comte Othon leur substitue, en 1110, une communauté de chanoines augustins. Une nouvelle église, dédiée à Notre-Dame, est inaugurée le 30 septembre 1124 par l'évêque de Verdun, Henri de Blois. Elle mesure 53 mètres de longueur et 25 mètres de largeur.

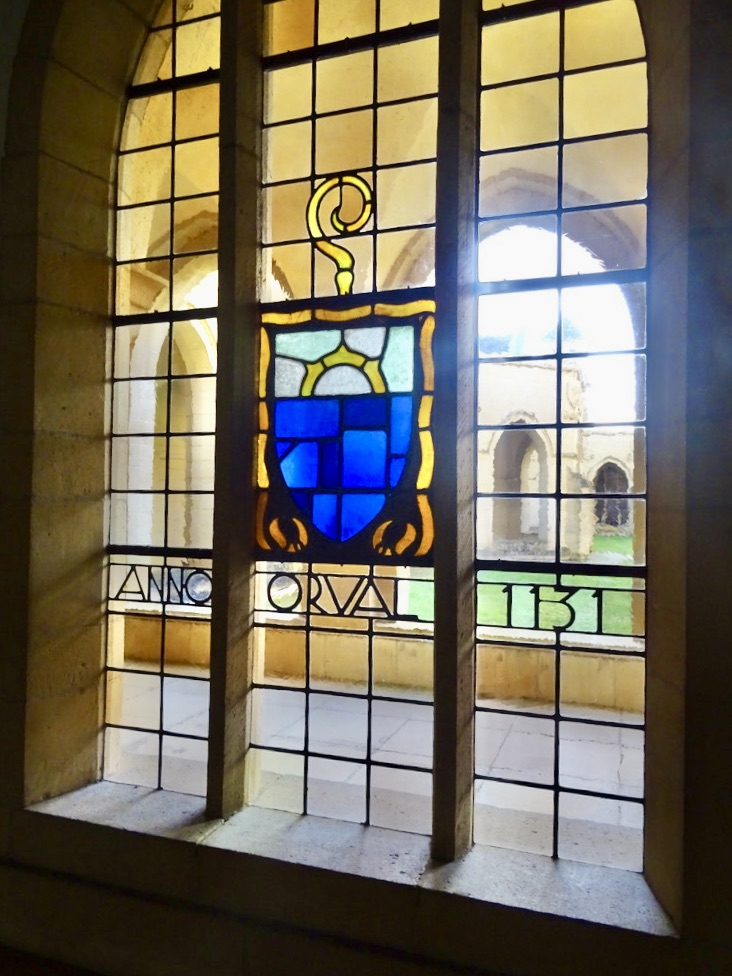
Dans le grand cloître du monastère, vitrail représentant les armes de l'abbaye: un anneau d'or sortant de l'eau, surmonté de la crosse abbatiale.

### Passage à l'ordre de Cîteaux
Les chanoines souhaitent cependant se joindre à l'ordre de Cîteaux en plein essor. Albert de Chiny, secondé par son oncle, le saint évêque de Verdun Alberon de Chiny, se tourne vers Bernard de Clairvaux qui demande à sa première fondation, l'abbaye de Trois-Fontaines en Champagne, d'envoyer quelques moines cisterciens encadrer les chanoines d'Orval qui souhaitent passer à l'ordre de Cîteaux.

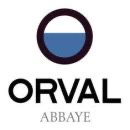
Le nouveau logo de l'abbaye, qui interprète de façon contemporaine ses armoiries traditionnelles.

Constantin — un Bienheureux d’après le ménologe cistercien — dirige le groupe de sept frères, devenant ainsi le premier des 52 Abbés qui se succèdent entre 1131 et 1799. En mars 1131, Orval devient donc abbaye-fille de Trois-Fontaines, et la première abbaye cistercienne dans la région; les bâtiments sont adaptés aux usages cisterciens. Thierry de Vitry, deuxième abbé, crée un début de bibliothèque en faisant copier livres et manuscrits se trouvant en d'autres abbayes. Adam de Longwy, quatrième (?) abbé (1167-1173), met en chantier la reconstruction de l’abbatiale. L'église est terminée avant 1200. Comme partout, les moines cisterciens font des aménagements hydrauliques: une digue crée en amont l'étang noir, une autre créera en aval l'étang des forges; entre les deux, des canalisations permettent d'utiliser les eaux du ruisseau et de la source pour les moulins, ateliers, eaux usées. Le domaine agricole et forestier est progressivement agrandi: l'abbaye organise sur les terres qui lui sont offertes plusieurs « granges » : de véritables petits prieurés à vocation agricole situés à une certaine distance, et mis en valeur par les frères convers qui y résident la semaine: Blanchampagne, Conques, etc.
Les débuts n'en sont pas moins difficiles et la communauté vit longtemps dans l'indigence. Un incendie, en 1252, n'arrange rien. L'endettement est si grave que le chapitre général cistercien, en sa session de 1316, autorise l'abbé de Trois-Fontaines à fermer Orval, vendre ses biens et disperser les religieux dans d'autres maisons.
L'abbé n'en fait rien cependant. Durant quatre siècles, Orval vit l'existence habituelle d'un monastère relativement important, mais isolé dans la solitude de la grande forêt ardennaise. Certaines périodes sont prospères et d'autres difficiles: située à la frontière entre le royaume de France et l'Empire, Orval subit en effet les conséquences des guerres et conflits. Ainsi, l'église très abîmée est reconstruite et re-consacrée en 1533. 

### XVIIesiècle: réformes

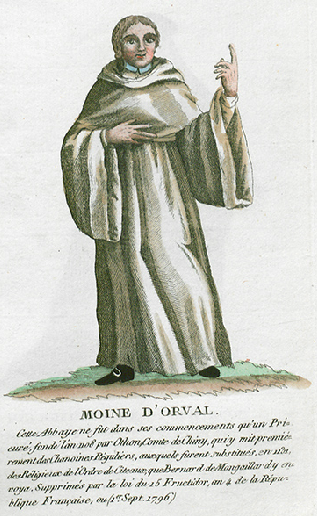
Moine de l'abbaye d'Orval.

Orval retrouve vigueur spirituelle et prospérité à la fin du XVIe siècle, quand l'esprit de réforme du Concile de Trente s'y implante. Le XVIIe siècle sera marqué par les longs abbatiats de deux grandes personnalités. Le français Bernard de Montgaillard, imposé comme abbé par l'archiduc Albert en 1605, est d'abord mal reçu par les moines. Mais il parvient à s'imposer et introduit progressivement un retour aux pratiques religieuses régulières. Il acquiert l'estime des moines et rapproche l'abbaye du peuple des alentours. La nouvelle réputation d'Orval attire : durant son abbatiat (de 1605 à 1628) le nombre de moines augmente sensiblement. Montgaillard, proche des archiducs Albert et Isabelle contribue avec eux à propager la dévotion pour Notre-Dame de Montaigu en lui érigeant une chapelle dans les bois de l'abbaye ; elle est contemporaine de la basilique de Montaigu (Scherpenheuvel). Quelques années après la mort de l'abbé de Montgaillard, au plus fort de la guerre de Trente Ans, l'abbaye est pillée et incendiée le 2 août 1637) par les soldats du maréchal de Châtillon.
La période qui suit est plus paisible sur le plan politique, et la communauté retrouve équilibre et prospérité sous la direction de l'abbé Charles de Bentzeradt. Le 45e abbé d’Orval (de 1668 à 1707), encouragé par l’Abbé de Rancé qu’il rencontra plusieurs fois, poursuit l’œuvre de l'abbé de Montgaillard, imposant un retour aux observances originelles de Cîteaux : silence perpétuel, abstinence totale de viande, travaux manuels pour tous, longues périodes de jeûnes. Orval adopte le coutumier (règle de vie quotidienne) de l’abbaye de la Trappe après y avoir envoyé quelques moines pour y être formés. Plus dur est le régime, plus nombreuses sont les vocations: on établit alors, à la grange de Conques, elle aussi isolée dans la forêt au bord de la Semois, un prieuré qui sert d'école de théologie pour les jeunes moines. Le nombre de moines à Orval dépasse la centaine à la mort de l'abbé de Bentzeradt. C'est à cette époque que sur les versants du vallon ont été aménagés d'impressionnantes terrasses destinées à la culture et à la vigne, soutenues par des murs épais - on les devine encore aujourd'hui, bien que, sauf autour du potager, elles soient progressivement effondrées et englouties par la forêt.
Cependant, par le retour à l'observance primitive, l'abbé permet à un esprit janséniste de s’introduire dans la communauté. Cela conduit à une crise sérieuse. Certains moines sont des jansénistes militants, et Orval est en rapports étroits avec l’abbaye de Port-Royal.  Pierre Nicole se réfugie quelque temps comme ermite à Orval, mais sa présence devient encombrante: par prudence, l'abbé lui demande de quitter son abbaye. Lorsque, par la bulle Unigenitus (1713) Clément XI condamne le jansénismes, une partie de la communauté, une des plus importantes de l’ordre de Cîteaux et de l'empire autrichien, refuse de signer le formulaire d'adhésion à cette bulle - ce qui provoque une visite canonique du monastère, ordonnée par le pape Benoît XIII. Dom Jean-Mathieu Mommerts est abbé. À peine la visite canonique est-elle commencée, en septembre 1735, qu’une quinzaine de moines prennent la fuite et se réfugient auprès de l’évêque janséniste d’Utrecht, où ils forment une communauté « orvaliste »qui ne se maintiendra pas longtemps. On découvre qu’ils étaient en correspondance avec Pasquier Quesnel et Duguet et gardaient dans leurs cellules des reliques et objets appartenant aux Arnauld. Leur départ apporte un dénouement à la crise. L’abbé Albert de Meuldre, élu en 1741, quelque peu sympathisant janséniste, doit démissionner en 1757. Son successeur, Dom Pinart, ramène la paix dans la communauté.

### XVIIIesiècle: prospérité

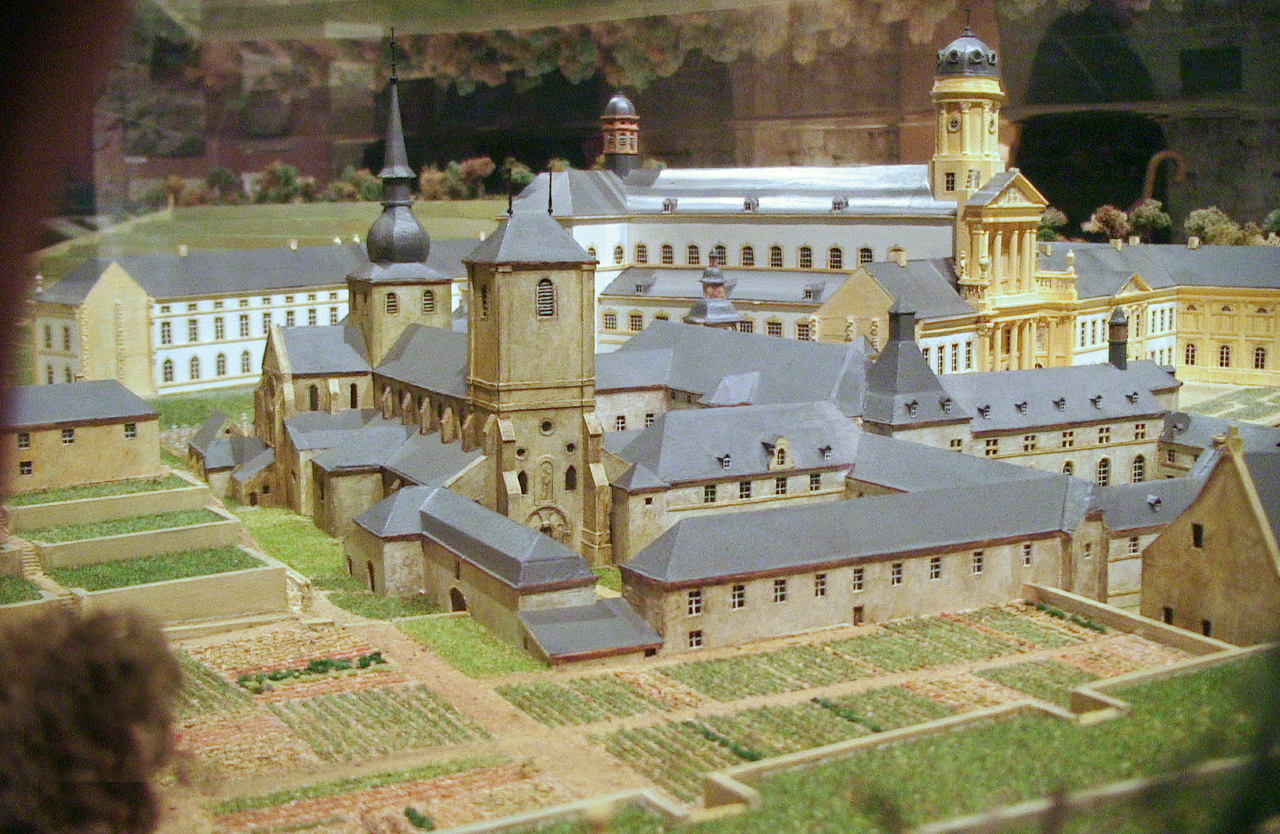
Maquette de l'abbaye à la veille de la Révolution française: au premier plan l'abbaye médiévale, et à l'arrière plan, les nouveaux bâtiments de style classique de Laurent-Benoît Dewez.

Depuis le XVe siècle, Orval, située sur un cours d'eau (qui, grâce à des travaux hydrauliques, fournit l'énergie), au cœur d'une vaste forêt (qui fournit le charbon de bois) et à proximité immédiate de gisements de minerai de fer, avait développé une industrie sidérurgique, sur le site de l'abbaye et dans ses domaines tout proches de Buré-Villancy et du Dorlon, où elle avait construit les premiers hauts-fourneaux de Lorraine. Au milieu du XVIIIe siècle, cette activité s'est considérablement développée, et ses revenus deviennent considérables; ajoutés au fruit du travail d'une communauté devenue très nombreuse, ils permettent à l'abbé Menne Effleur d'envisager la construction d'un nouveau monastère, juste à côté de celui existant, qui est en très mauvais état à la suite des siècles, incendies et destructions, et trop petit pour une communauté florissante. L'architecte Laurent Benoît Dewez en dresse les plans, de style classique, et un prestigieux nouveau complexe est érigé juste à l'est des bâtiments existants, sur d'impressionnantes fondations de caves voûtées couvrant près de 3 hectares, sur deux niveaux, rendues nécessaires par le caractère marécageux du terrain: pour s'adapter à l'axe du vallon, la nouvelle église et les bâtiments sont orientés presque sud-nord, et non pas ouest-est selon la tradition et comme l'ancienne église.

### Destruction
L'église est bénie en 1782 et consacrée en 1783. Toutefois, en 1792, les troupes révolutionnaires françaises envahissent la principauté de Liège et les Pays-Bas autrichiens lors de la première annexion française des États de Belgique. Les travaux ne sont pas terminés : il manque encore l'aile ouest, dont la construction aurait nécessité la destruction de l'ancien monastère, et les deux ailes semi-circulaires qui auraient encadré une vaste cour d'honneur devant l'église. Le pouvoir révolutionnaire couvre le pillage et la destruction des abbayes, monastères, couvents, comem c'est le cas à Orval mais aussi dans bien d'autres abbayes de la région. Les moines se réfugient à Luxembourg et à Montmédy puis reviennent, et repartent avec ce qu'ils peuvent sauver : notamment les archives et une partie de la bibliothèque. Cela n'empêchera pas que se crée plus tard la légende d'un trésor caché dans les ruines. Finalement, après un dernier pillage systématique, l'abbaye est incendiée le 23 juin 1793, peut-être par accident. L'incendie durera plusieurs semaines et le général Loison complète les dégâts du feu en faisant canonner et exploser l'église ;  les murs calcinés des autres bâtiments resteront debout.
L'armée du Saint-Empire finit par reprendre le contrôle de ses anciens territoires et à chasser totalement les Français dès mars 1793. En décembre, les moines réfugiés à Luxembourg élisent comme abbé Gabriel Siegnitz. Cependant, l'année suivante, les Français reviennent en annexe pour la deuxième fois la région. Cette fois, ils parviennent jusqu'à la forteresse de Luxembourg qu'ils conquièrent après un siège de sept mois. Ce qu'il reste de la communauté, soit 37 moines et 22 frères convers, se réfugie au prieuré de Conques, situé non-loin, après avoir vu leurs logements être réquisitionnés. En décembre 1796, l'abbaye est supprimée au même titre que toutes les communautés et congrégations religieuses, lors du mouvement de déchristianisation. La communauté est chassée de Conques et obligée de se disperser. En 1799, la plupart des moines refuseront la constitution civile du clergé et le serment de haine à la royauté : poursuivis, ils se cacheront, l'abbé sera jeté en prison pour n'en sortir que pour mourir en février 1798, et plusieurs seront envoyés aux bagnes de l'île de Ré ou ailleurs. Le frère procureur, Malachie Bertrand, meurt au bagne de Guyane. Le dernier moine d'Orval, quant à lui, dom Célestin Oswald, meurt à Trèves en 1849.
Les ruines de l'abbaye servent de carrière de pierre, les canalisations rompues laisseront les eaux inonder le site, et malgré quelques tentatives de les maintenir en activité, les forges d'Orval cesseront définitivement de fonctionner en 1850.

### Le projet de nouvelle abbaye

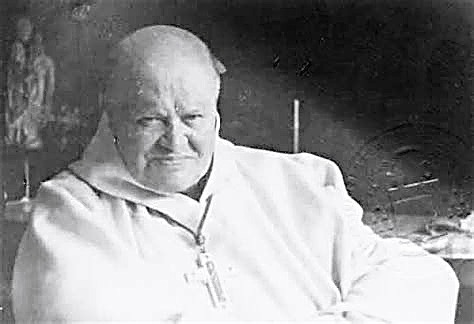
Dom Marie-Albert, vers 1940

À part quelques travaux de consolidation fin XIXe et début XXe siècle, le site reste en ruines jusqu'en 1926. Cette année-là, la famille de Harenne, propriétaire des lieux, décide de les offrir à l'ordre cistercien de la stricte observance (souvent appelé « trappiste »), après le passage sur les lieux du père abbé de l'abbaye Notre-Dame de la Trappe, Dom Jean-Marie Clerc et de son cellérier, le père Marie-Albert van der Cruyssen. C'est l'abbaye de Sept-Fons, dans de département français de l'Allier, qui entreprend le rétablissement du monastère, qu'elle envisage comme un refuge dans l'éventualité d'une nouvelle expulsion de France des congrégations. Un groupe de moines, dont plusieurs venus de Maris Stella, fondation de Sept-Fons au Brésil en voie de fermeture, forme le noyau de la nouvelle communauté monastique, dont le prieur est Marie-Albert van der Cruyssen(1874-1955), « prêté » par l'abbaye de La Trappe. Flamand originaire de Gand, il a voyagé en Europe et aux États-Unis, été un important entrepreneur spécialisé en pavillons pour les expositions internationales et influent animateur du mouvement social et politique des classes moyennes, sympathisant de la cause flamande, puis officier du génie militaire ayant combattu lors de la première Guerre mondiale, au terme de laquelle il entre à l'abbaye de la Trappe, à l'âge de 45 ans. Cette très forte personnalité va mettre ses compétences d'entrepreneur, son énergie, ses nombreuses relations et son sens de la publicité au service de ce qui, très vite, devient sous son impulsion, non plus l'aménagement d'un simple refuge, mais le « grand œuvre national de la résurrection d'Orval », patronné par la famille royale belge et rythmé par de spectaculaires cérémonies d'inaugurations successives.

### La reconstruction

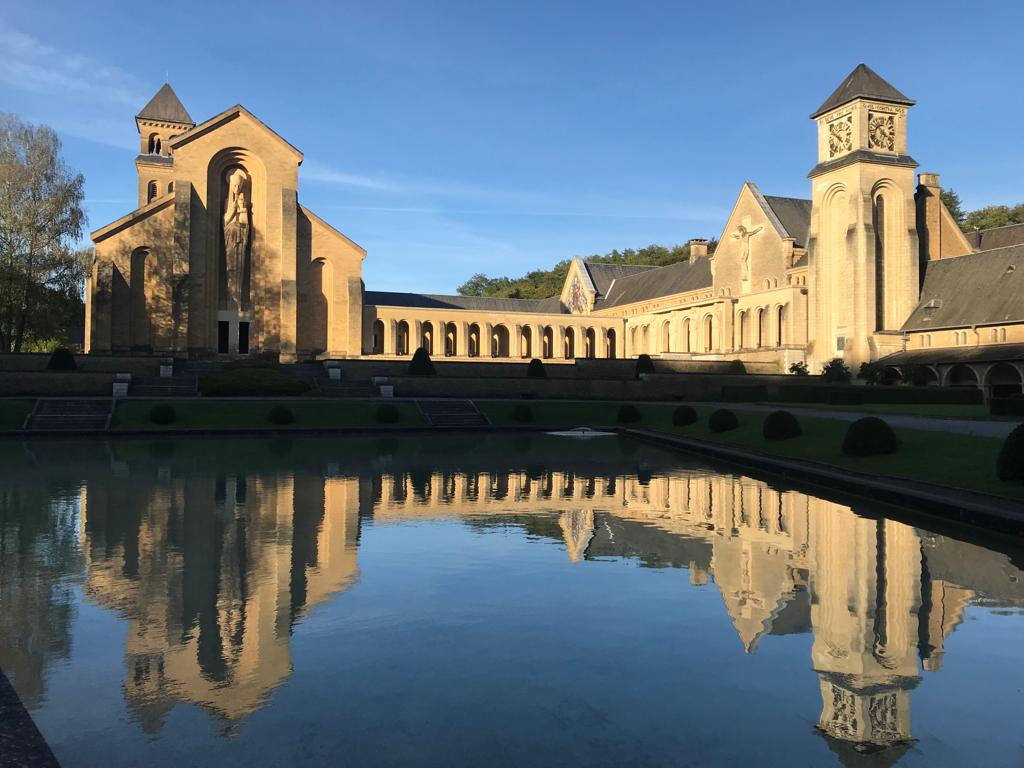
L'église et le quartier abbatial se reflétant dans le bassin de la cour des retraitants

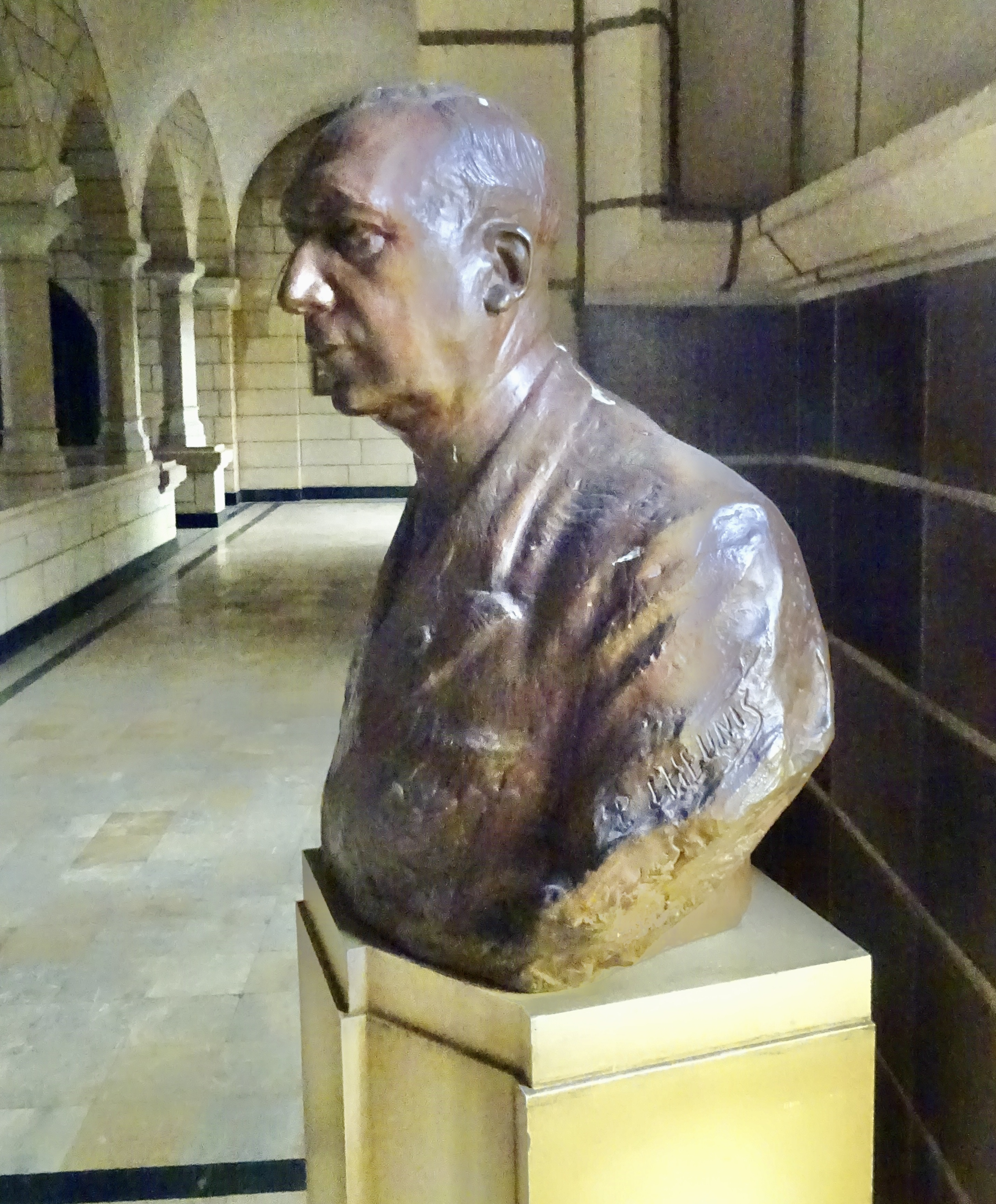
Henri Vaes (buste par Camille Colruyt, à Orval)

Les plans et le suivi de l'énorme chantier furent l'œuvre de l'architecte Henri Vaes (1876-1945), ami d'enfance de Charles van der Cruyssen, qui s'est totalement dévoué à cette œuvre dont il ne verra pas l'achèvement: il prend en charge les moindres détails, jusqu'aux clenches des portes, et au dessin de la bouteille de bière et de son verre (dessiné par sa fille). Il trace en même temps les plans - d'un intéressant style ogival modernisé - de l'abbaye Notre-Dame de Clairefontaine, fille d'Orval située à Cordemois, près de Bouillon, où Dom Marie-Albert installe en 1933 des moniales venues de La Cour-Pétral près de Chartres, et ceux, de style art déco, du prieuré de Sorée, où il installe une congrégation de "bernardines réparatrices" qu'il avait créée (aujourd'hui installée à Brialmont, près de Liège, elle a été intégrée à l'ordre cistercien en 1976).
En 20 ans, sous l'impulsion des deux hommes, l'impressionnant complexe de l'abbaye d'aujourd'hui s'élève donc à côté des ruines médiévales, en très grande partie sur les imposantes caves voûtées posées par l'architecte Laurent-Benoît Dewez au XVIIIe siècle; la présence de ces solides fondations déjà disponibles  permet aux constructions de s'élever rapidement, et leur impose, dans une certaine mesure, le plan au sol et les vastes dimensions.
Les travaux débutent, en 1926, par la remise en état et la reconstruction des quelques bâtiments subsistant à l'entrée de l'abbaye, autour de la petite "cour des aumônes" et de l'ancienne chapelle Ste Marguerite (qui, consacrée en septembre 1927, devient la chapelle St Bernard). En mars 1927, la vie monastique renaît: la petite communauté (17 frères) arrivée du Brésil et de Sept-Fons s'y installe provisoirement, avant qu'ils deviennent la nouvelle hôtellerie, avec sa belle grande salle à manger.
Le déblaiement préalable des débris à lui seul est une tâche d'envergure, à laquelle collaborent de nombreuses troupes scoutes (l'ancienne chapelle N.-D. de Montaigu, située sur le versant boisé qui surmonte l'abbaye médiévale, sera en 1938 transformée en "chapelle des scouts"). On commence de suite, à l'extrémité nord-est, au-delà du grand bâtiment subsistant de la ferme, le corps de bâtiment appelé alors "la thébaïde", du nom du désert où vivaient les premiers moines chrétiens en Égypte. Destiné au noviciat, il restera en fait le centre de la vie communautaire; la communauté s'y installe dès septembre 1928, et les offices sont célébrés dans les caves, aménagées en chapelle, pendant que commencent à s'élever la vaste nef et la haute tour de l'église abbatiale, le cloître principal et les autres bâtiments.

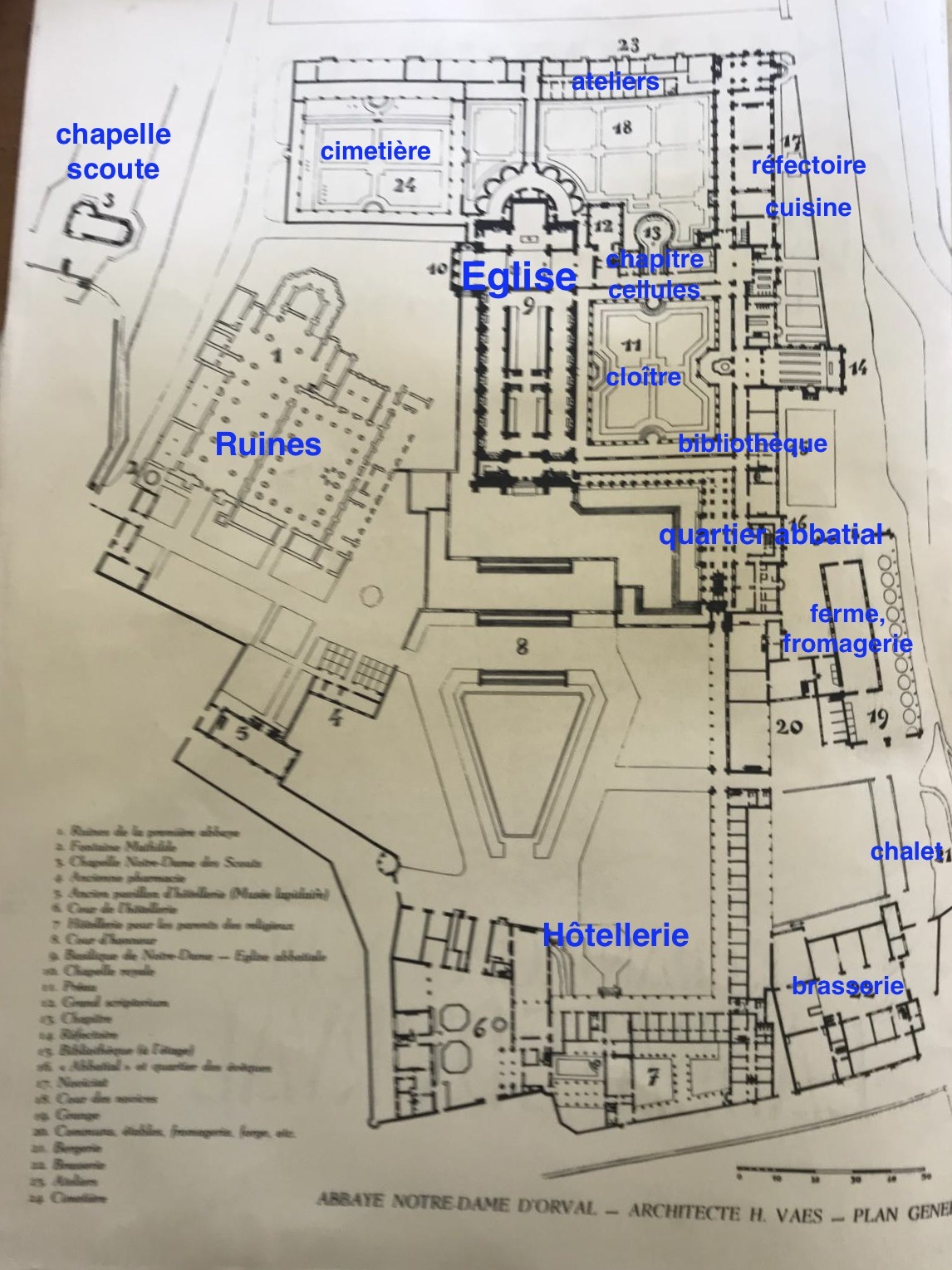
Plan de l'abbaye reconstruite, en 1947

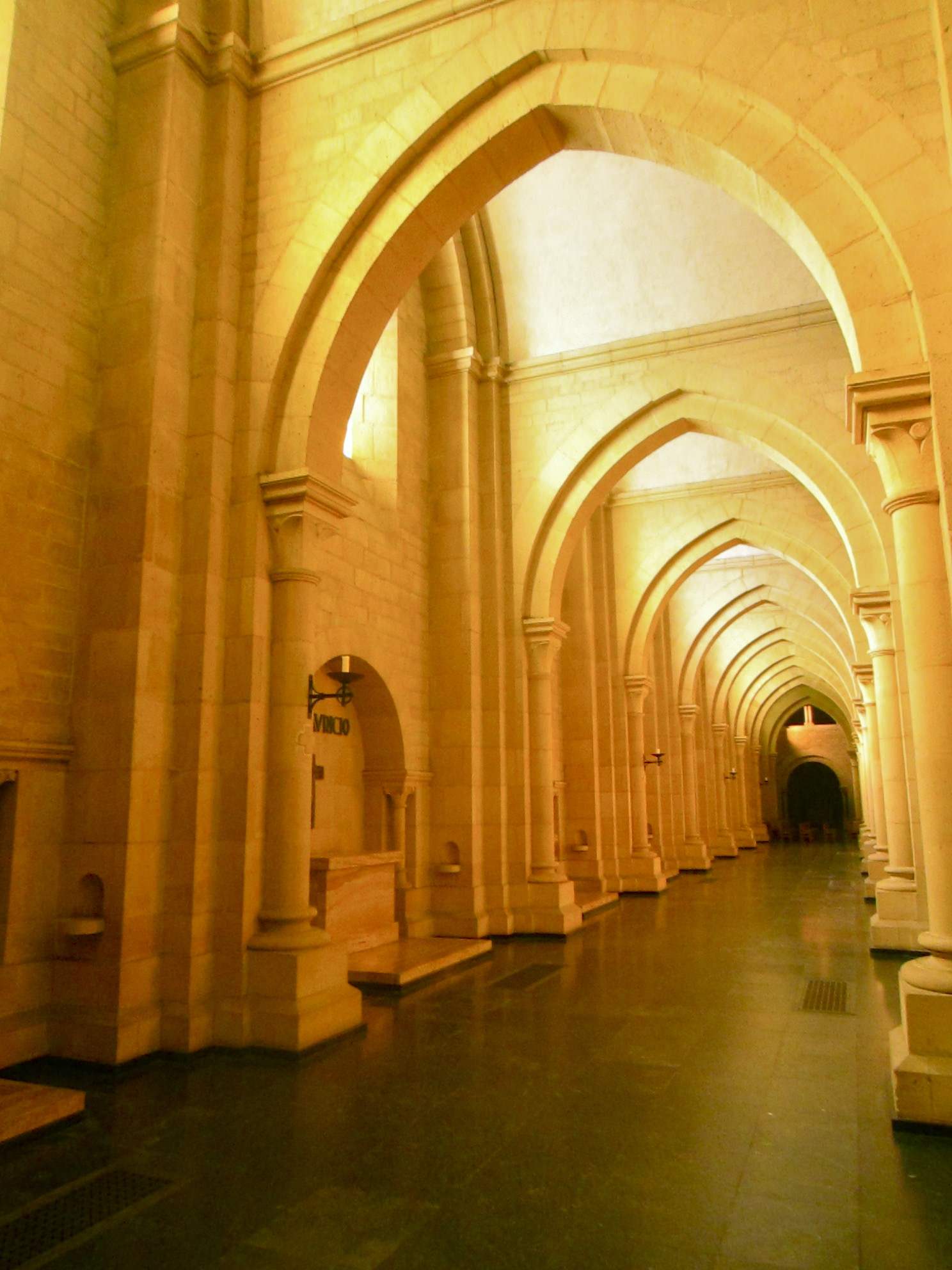
Le bas-côté est de l'église abbatiale

Le principal matériau employé est la pierre de la région, d'un ton jaune doré (qui est probablement la véritable origine du nom "Or-val") - souvent broyée et reconstituée (pour les colonnes, chapiteaux, arcades, linteaux, et les façades de l'église et du quartier abbatial) autour de structures en béton; les sobres autels secondaires sont en travertin, bien harmonisé à la pierre. Les boiseries (stalles, portes, lambris) sont en wengué, un bois du Congo marron sombre veiné de noir. Au monastère aussi bien qu' à l'hôtellerie ou à la brasserie, la plupart des murs intérieurs sont recouverts jusqu'à une certaine hauteur de beaux carrelages vernissés, dont les tons vont du marron foncé au rouge orangé.
Dans l'esprit d'une restauration de la chrétienté médiévale, les nouveaux bâtiments sont de style néo-roman - où l'influence de l'art déco n'est pas absente. L'idée d'Henri Vaes n'est pas de recopier, mais de s'inspirer des principes et de l'esprit de sobriété de l'architecture cistercienne des XIIe et XIIIe siècles: simplicité des lignes, lisibilité des formes et des volumes, vérité des matériaux, dépouillement du décor. Il écrit: « ce rationalisme sans fantaisie est le signe de cette architecture qui cherche à supprimer tout ce qui est inutile ou superficiel. Tout se réduit à de grandes surfaces, à des masses bien proportionnées, sans aucune décoration autre que celle inspirée par la nécessité. C'est de la construction pure, du véritable art d'ingénieur au même titre qu'un pont réduit à ses arches essentielles. (…) C'est le corps dont l'âme doit réduire les exigences au minimum, afin de se consacrer tout entier à la gloire de Dieu. »
Ainsi, l'église est inspirée tout particulièrement par celles de l'abbaye de Fontenay ou de Fontfroide, en Bourgogne; mais ses dimensions sont bien supérieures : 82 mètres de long sur 11,5 (24 avec les bas-côtés), et 22 m de hauteur pour la nef - sans parler des 60 m. de la tour, au lieu de 66 m sur 8 (19 avec les bas côtés) pour Fontenay; et elle est augmentée, derrière le chevet plat typiquement cistercien, d'une très grande sacristie en déambulatoire avec absidioles. Et au fil de l’avancement des travaux, en partie sous l'influence du plan au sol hérité de l'abbaye classique de L.-B. Dewez, et à l'exception du bâtiment de la Thébaïde, le style roman cistercien est interprété dans un sens de plus en plus monumental : on peut parler d'une véritable « rupture de style » . Les hautes et froides arcades du grand cloître, par exemple, n'ont rien à voir avec celles des chaleureux cloîtres cisterciens de Fontenay ou du Thoronet… Après la mort de l'architecte Henri Vaes en 1945, son neveu et filleul de Dom Marie-Albert, R. Van Houtte, termine le chantier, et en particulier les cloîtres de l'hôtellerie et le quartier abbatial, surmonté par une seconde tour, dite « de l'horloge », marqué par une forte touche art déco et par une inflation du spectaculaire, qui suscitera de vives critiques. Les analyses aussi bien artistiques qu'historiques relèvent, pour l'ensemble de la reconstruction, une tension entre sobriété et monumentalité, qu'on peut lier à la différence entre les personnalités et les visions respectives de l'architecte Henri Vaes et de l'abbé-entrepreneur Marie Albert van der Cruyssen.
Mais beaucoup apprécient de façon positive l'œuvre accomplie et son résultat: le magnifique cadre naturel, la qualité des matériaux, la simplicité des lignes, des volumes et des décors transfigurent certaines lourdeurs, et grâce au silence qui le baigne, le site de la nouvelle abbaye inspire à ceux qui y vivent et à d'innombrables hôtes et visiteurs la paix et le recueillement.

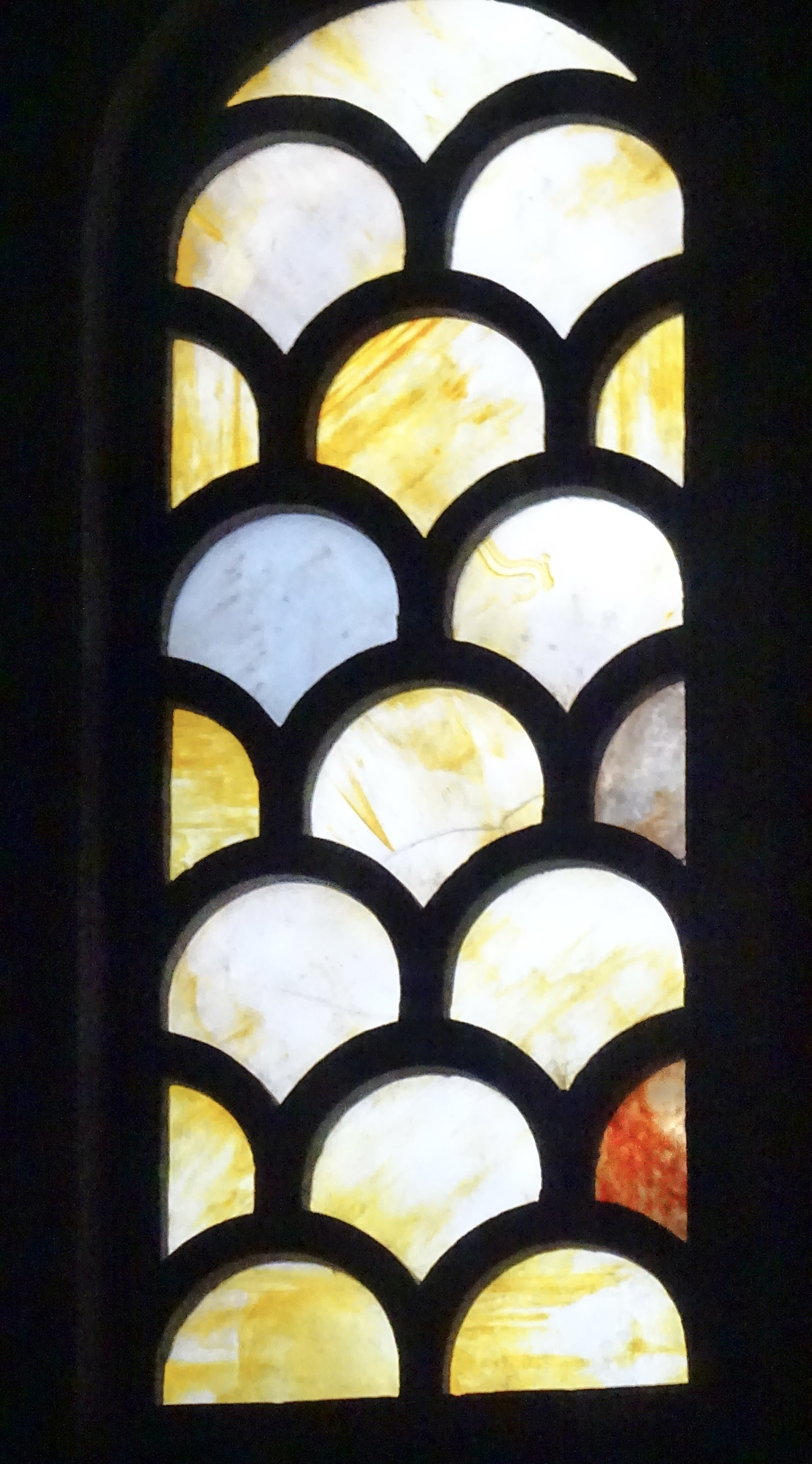
Un des très sobres "vitraux" de l'église
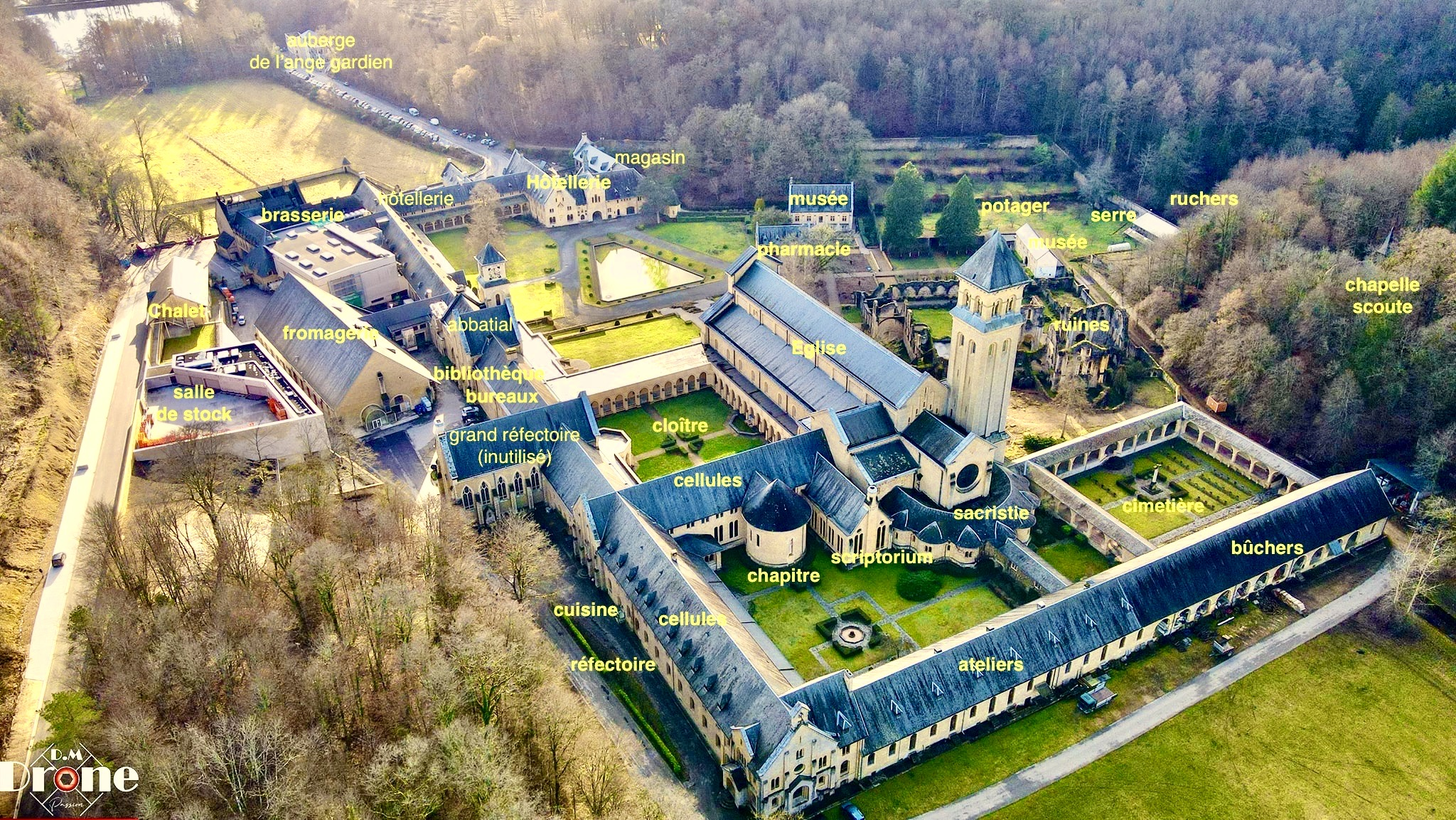
Vue aérienne de l'abbaye (2023)
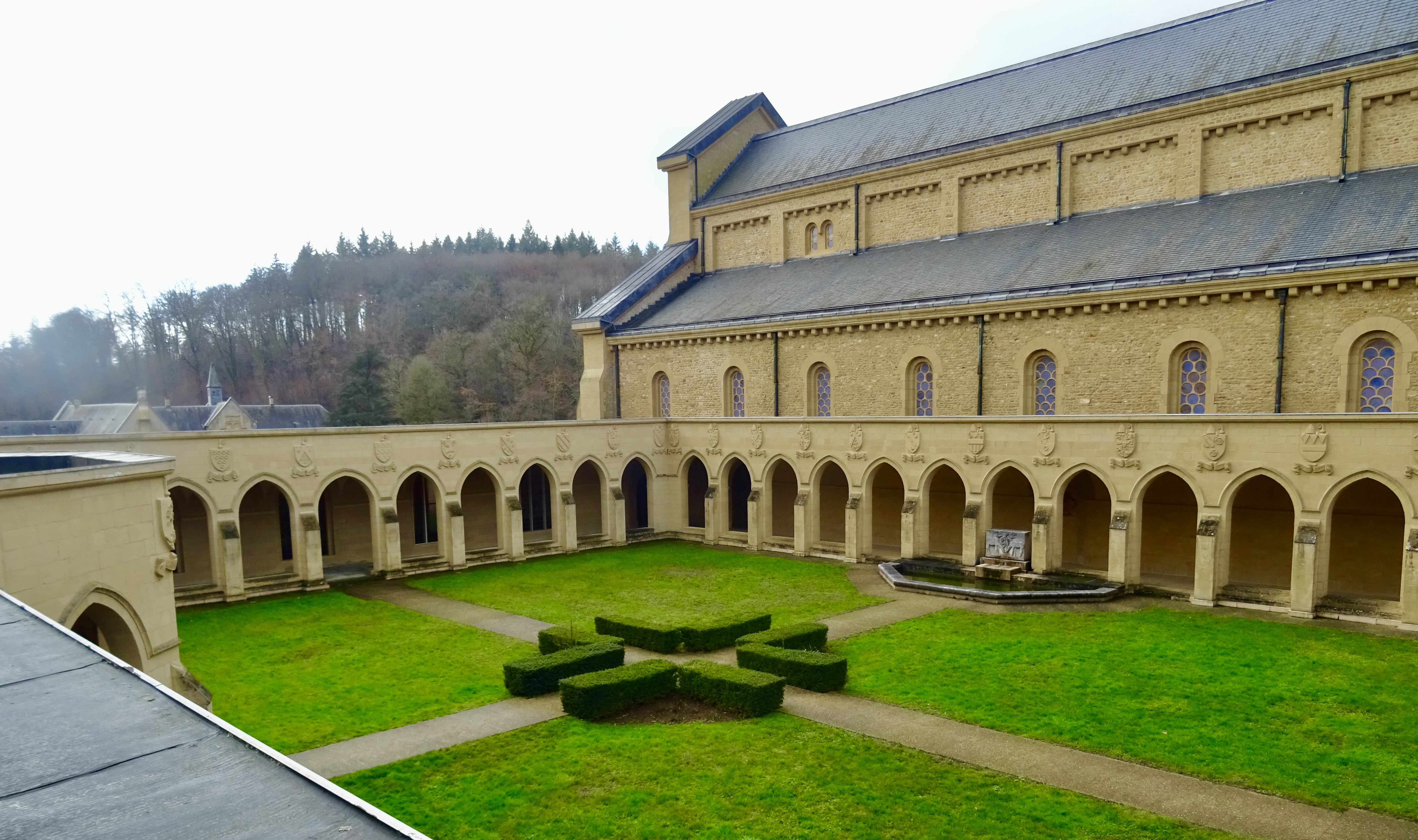
Le grand cloître du monastère
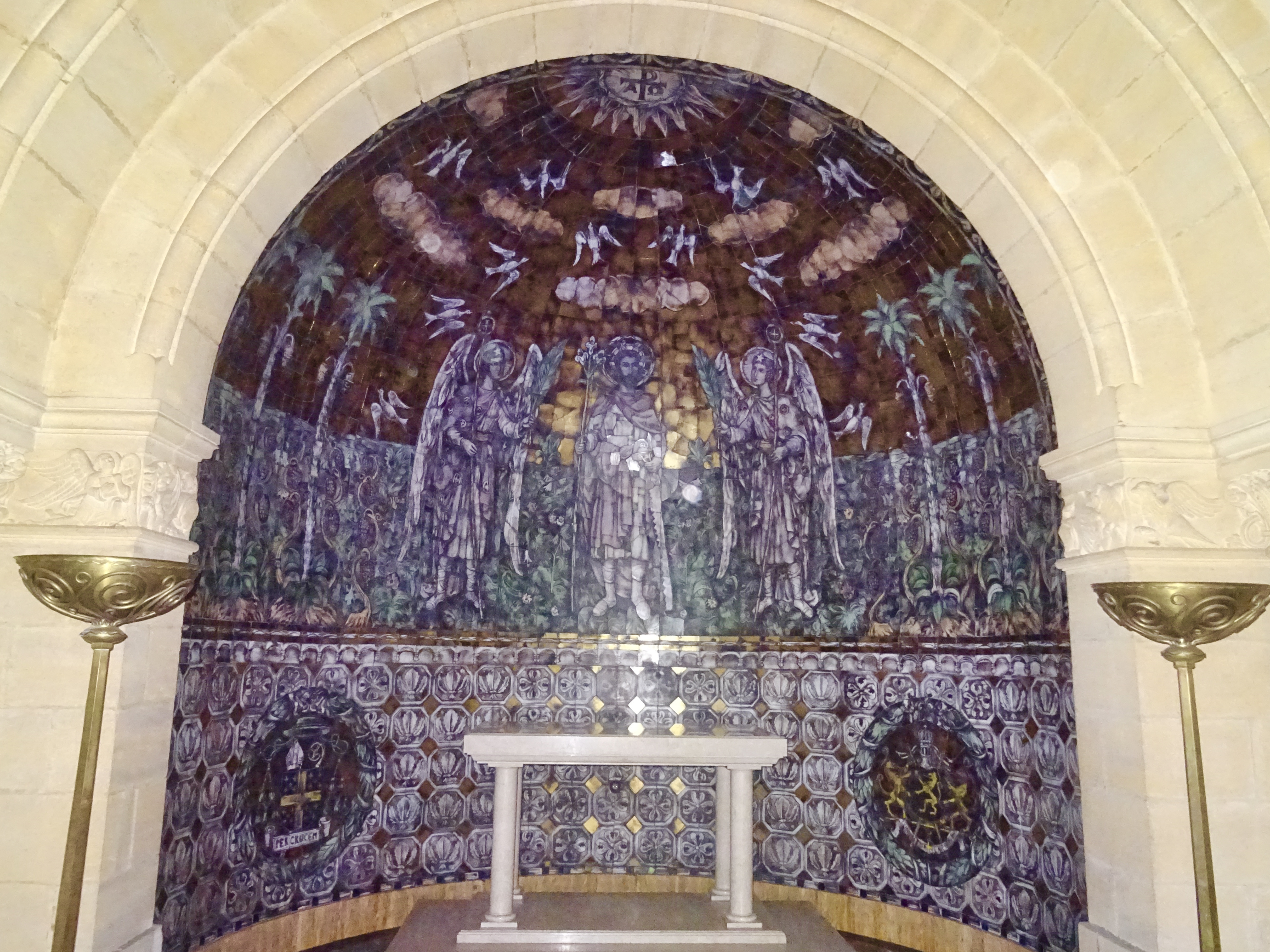
La chapelle royale, accolée à l'ouest du chœur de l'église: la mosaïque de verre (de Joep Nicolas) représente St Joseph, patron de la Belgique, entouré par deux anges.
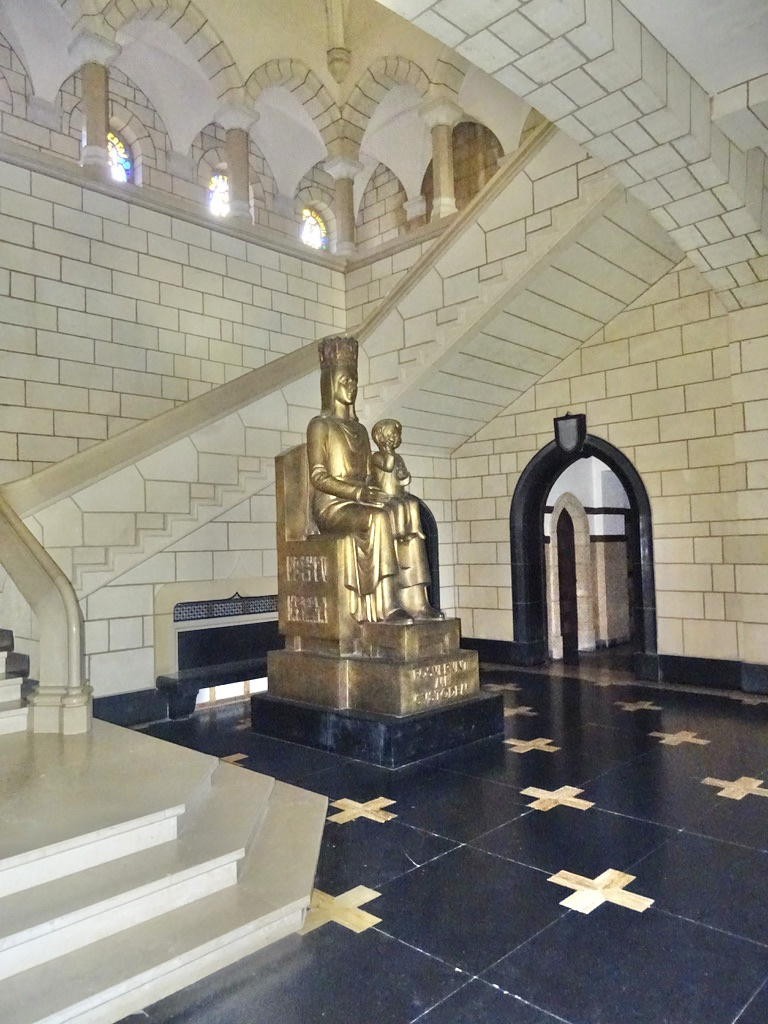
Quartier abbatial: l'escalier et une "Sedes sapientiae" monumentale.

### Transformations récentes

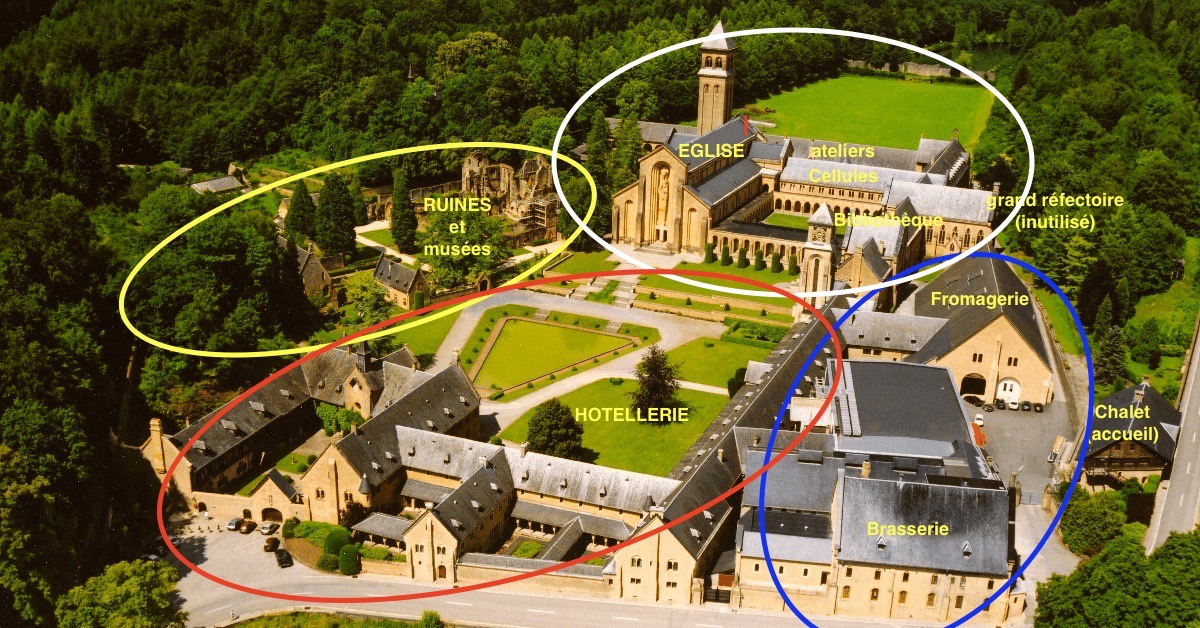
Le site d'Orval, avec ses quatre secteurs: à gauche, la zone touristique, avec les ruines et les musées; au centre, l'hôtellerie, avec ses petits cloîtres et, autour de la grande cour et de son bassin, ses 80 chambres et ses salles de réunions; à droite, la zone industrielle, avec la brasserie et la fromagerie; au-dessus, l'église et le monastère proprement dit, où vit la communauté, avec ses cellules, ses ateliers, sa bibliothèque, etc.

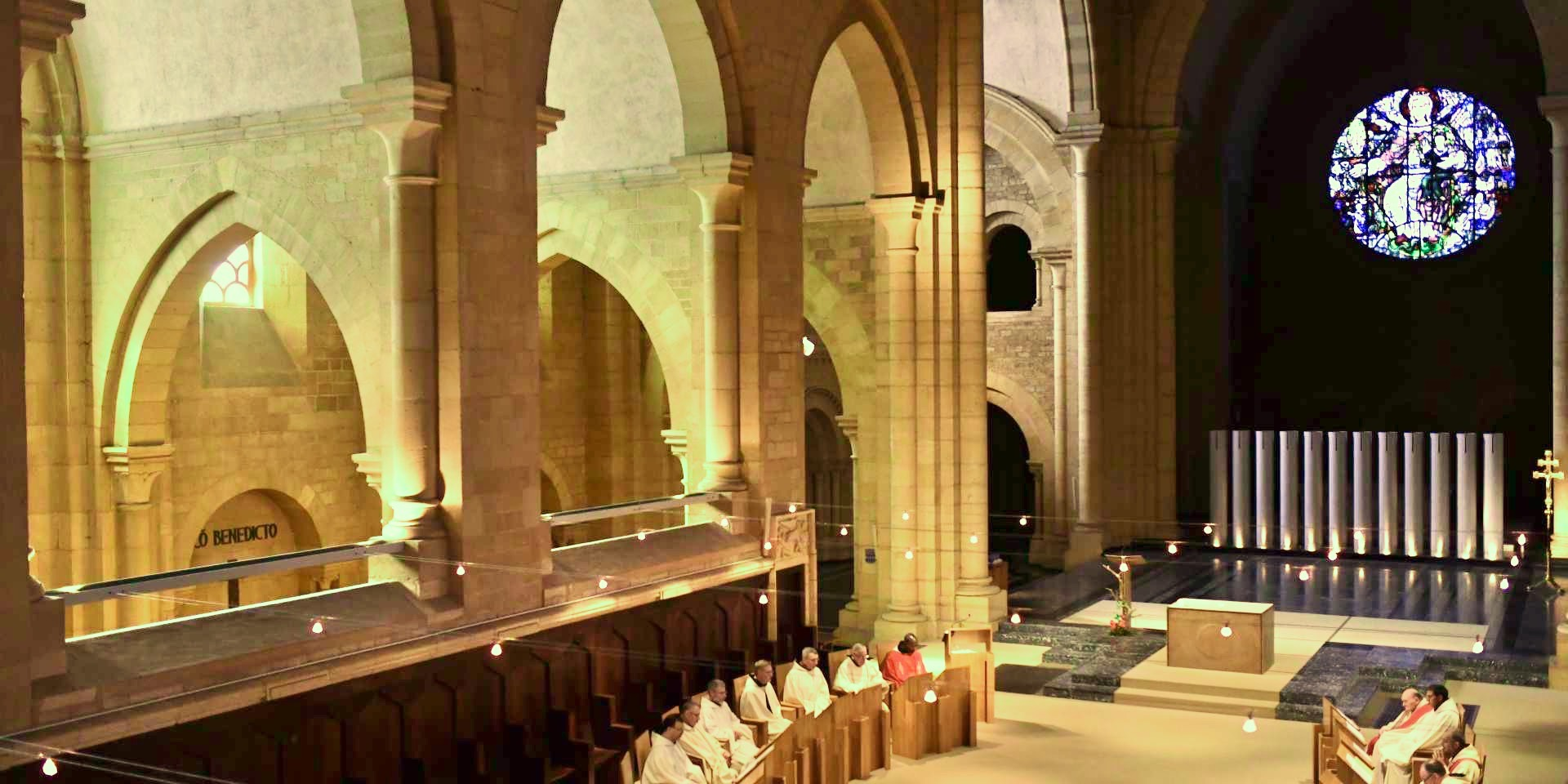
Le nouvel aménagement de l'église

Après le concile Vatican II, le majestueux trône de l'abbé et les sièges des célébrants, dans le chœur de l'église, ont été démontés. Fin des années 1960, le lumineux scriptorium (salle de lecture) à côté de l'église est transformé en chapelle d'hiver, qui servira jusque vers 2015. Dans les années 70, la bergerie et porcherie, à côté de la brasserie, est transformée en un grand chalet destiné à l'accueil des groupes; les dortoirs des moines et l'infirmerie sont transformés en cellules individuelles et en extension de la bibliothèque. On installe aussi une nouvelle boulangerie, mais dont le four sera démonté et revendu après quelques années. Un nouveau et vaste magasin-librairie est installé à l'entrée du circuit des ruines, où un musée est installé dans les caves souterrains en 1970, et agrandi en 2022. Dans les années 1990, le grand bâtiment de la ferme, qui abritait le bétail d'élevage, est transformé en une fromagerie moderne, qui remplace celle plus artisanale qui se trouvait dans les caves. La brasserie elle aussi se transforme, par la construction d'abord d'une nouvelle salle de stock dans les années 1980, elle-même transformée en nouvelle salle de soutirage et embouteillage lors de la construction d'une nouvelle salle de stock et de maturation en partie souterraine (2023) au flanc du vallon, à côté de la fromagerie.
Par ailleurs, la grande salle du chapitre, très peu utilisée, a été réaménagée. Le jardin du cloître principal a été rehaussé pour se trouver au niveau du cloître lui-même, et des parloirs accessibles depuis l'entrée de l'église ont été aménagés dans sa galerie sud, qui donne sur la grande cour des retraitants.
Enfin, une heureuse modernisation, réalisée par l'architecte Jean Cosse en 2001, adapte l'aménagement de l'église à la vie liturgique actuelle de la communauté: un nouvel et sobre autel moderne et un lutrin épuré, tous deux en bronze doré, sont installés au débouché de la nef, plus proches du chœur des moines; ceux-ci occupent de nouvelles stalles en bois clair, de plain pied avec l'assemblée, dans un espace élargi par le démontage d'une rangée des anciennes stalles et relevé de la hauteur de deux marches pour être moins en contrebas du chœur. Dans celui-ci, douze colonnes de métal gris cachent l'ancien autel et délimitent à l'arrière un espace de prière devant le tabernacle.

### Archives
Les archives de l'abbaye d'Orval sont conservées aux Archives de l'État à Arlon. On y retrouve les registres de comptes, des plans anciens des biens de l'abbaye, des pièces concernant la gestion des propriétés et des droits ainsi que de nombreuses informations sur la vie économique de l'abbaye et sur la vie des très nombreuses localités belges et françaises où elles étaient situées, parmi lesquelles Huy, Oteppe, Fexhe et plusieurs autres villages de la Hesbaye hutoise. Les archives de l'abbaye d'Orval sont accessibles au public. Un inventaire du fonds d'archives est en vente aux Archives de l'État à Arlon.

## Dépendances
- Prieuré de Conques. En 1173, le domaine de Conques est offert par le comte Louis III de Chiny aux moines d’Orval. Pour en développer les ressources agricoles et forestières, l’Abbé Adam de Longwy y établit une grange cistercienne. La destinée de Conques change lorsque Charles de Bentzeradt, abbé réformateur d’Orval décide d'en faire une maison d'études pour ses moines. À la fin du XVIIe siècle, la grange est alors érigée en prieuré. Elle est aujourd'hui transformée en hôtel.

## Œuvres d'art

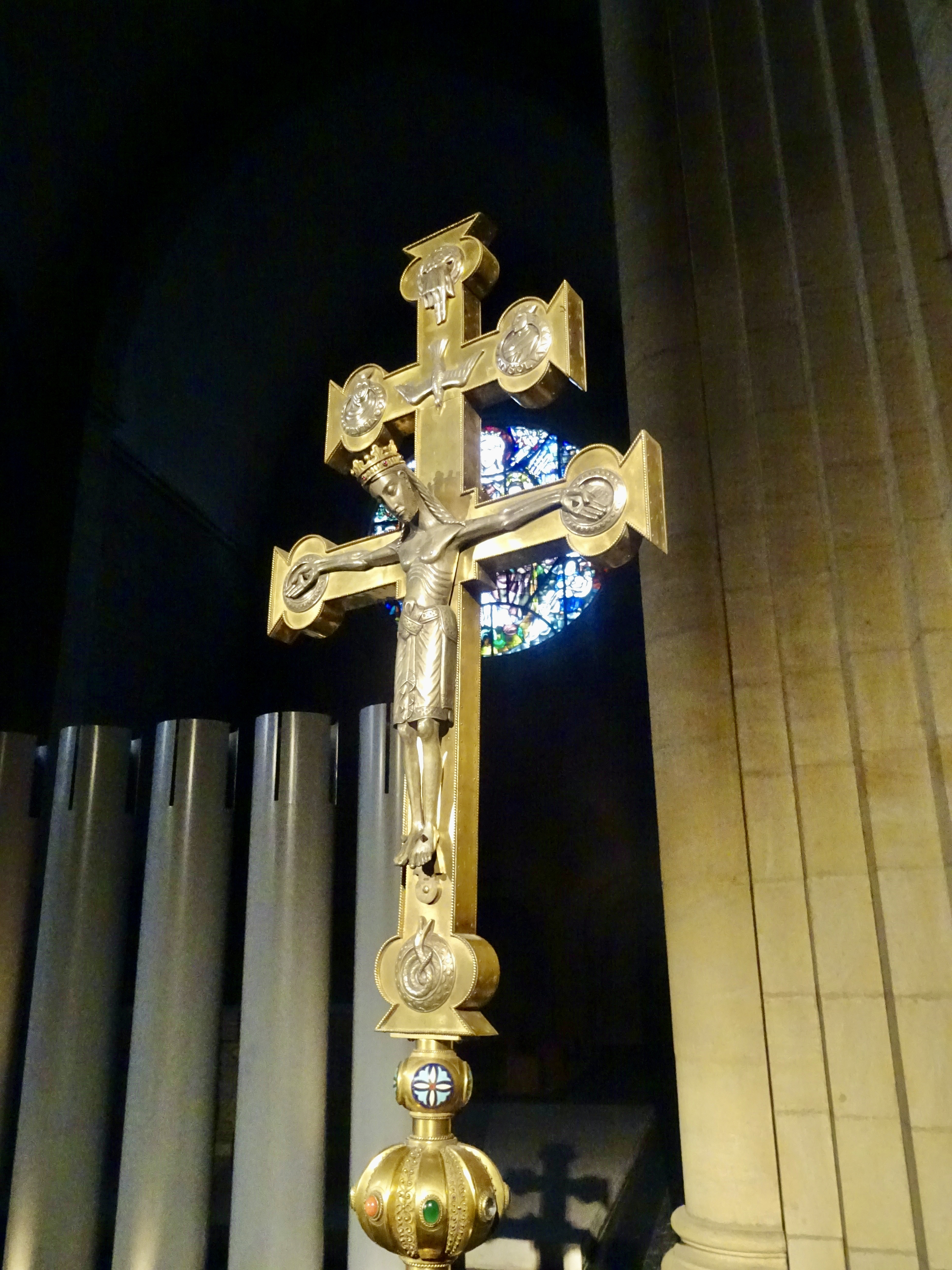
La croix de procession (œuvre des frères Jacques, orfèvres)

En se distanciant de St Bernard, qui refusait la moindre ornementation dans les locaux cisterciens, mais en cohérence avec le projet d'un grand "monument national", les maîtres d'œuvre commandent et intègrent de façon organique à la nouvelle abbaye plusieurs œuvres d'art, cette fois non pas « néo- », mais résolument contemporaines, c'est-à-dire ici de style art déco, généralement sobres et considérées comme de qualité (alors qu'à la même époque le style St Sulpice sévit encore largement),.
Les artistes et artisans sont presque tous flamands, comme l'abbé et l'architecte. Dans l'église, le peintre Albert Servaes peint à fresque à même la pierre le chemin de croix; Joep Nicolas réalise le grand vitrail de la Vierge du chevet et les opalines (mosaïques de fine porcelaine) des deux chapelles latérales et de la chapelle royale: celle-ci constitue, avec son portail en bronze et cristal taillé, son pavement polychrome, un exceptionnel ensemble art déco, dont M. Van Hamme réalise en bronze et en laiton les superbes grilles, les sièges et les lampadaires (il crée aussi pour le chœur des moines le lutrin et les sièges des chantres). Lode Vleeshouwers sculpte la monumentale vierge de la façade, Fernand Débonnaires le maître-autel. La croix processionnelle et la sculpture en dinanderie de la vierge Stella maris (étoile de la mer), à l'entrée du chapitre, sont dues aux frères orfèvres Jacques. Camille Colruyt, orfèvre et sculpteur, dessine et réalise le grand chandelier pascal (3,5 m de haut !) en cuivre patiné, où sont figurées les scènes de la vie du Christ, et des reliquaires, crosses abbatiales en ivoire, calices, bustes, etc. Geo Verbanck sculpte sobrement un crucifix de bois pour le chapitre, le groupe des trois premiers abbés de Cîteaux installé dans le grand cloître, et sa fontaine. Après la guerre, Oscar Jespers sculpte les lourdes statues des fondateurs de Cîteaux (en ajoutant saint Bernard) accolées au grand portique du quartier abbatial, et le grand Christ en croix qui le surplombe; Camille Barthélemy peint le crucifié sur le mur de fond du grand réfectoire aux tables de marbre (qui n'a jamais été utilisé), et dont le pignon donnant sur le cloître est orné d'une grande vierge en mosaïque de J. Van Vlasselaer, qui a également réalisé les vitraux du chapitre. Des esquisses de fresques évoquant la résurrection, aujourd'hui effacées, ornaient les murs du cimetière; une monumentale (encore!)  vierge « sedes sapientiae » de Fernand Débonnaires trône dans le grand hall du quartier abbatial, orné de vitraux très modernes (cristal du val St Lambert noyé dans le béton) de J. Huet évoquant les vertus ; Anto Carte a peint une "Pieta d'Orval" pour le salon abbatial, et le cercle gantois "Dieu et patrie", fondé avant la guerre 14-18 par Charles van der Cruyssen, a offert à son fondateur devenu abbé une petite, mais luxueuse chapelle privée avec marbres, ivoires, mosaïques, tapisseries, etc.

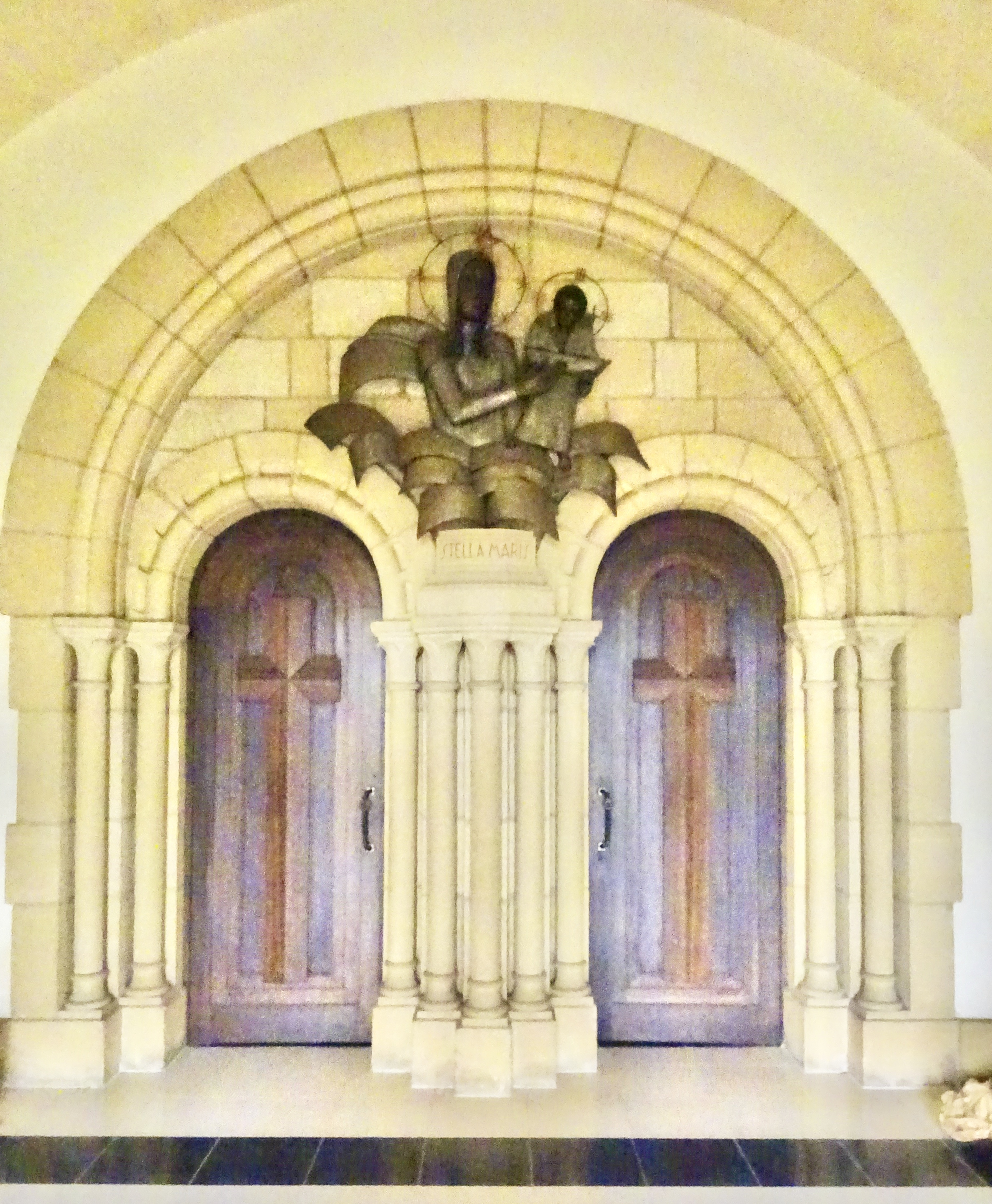
la double porte de la salle du chapitre, avec la Vierge "Stella Maris" en dinanderie des frères Jacques

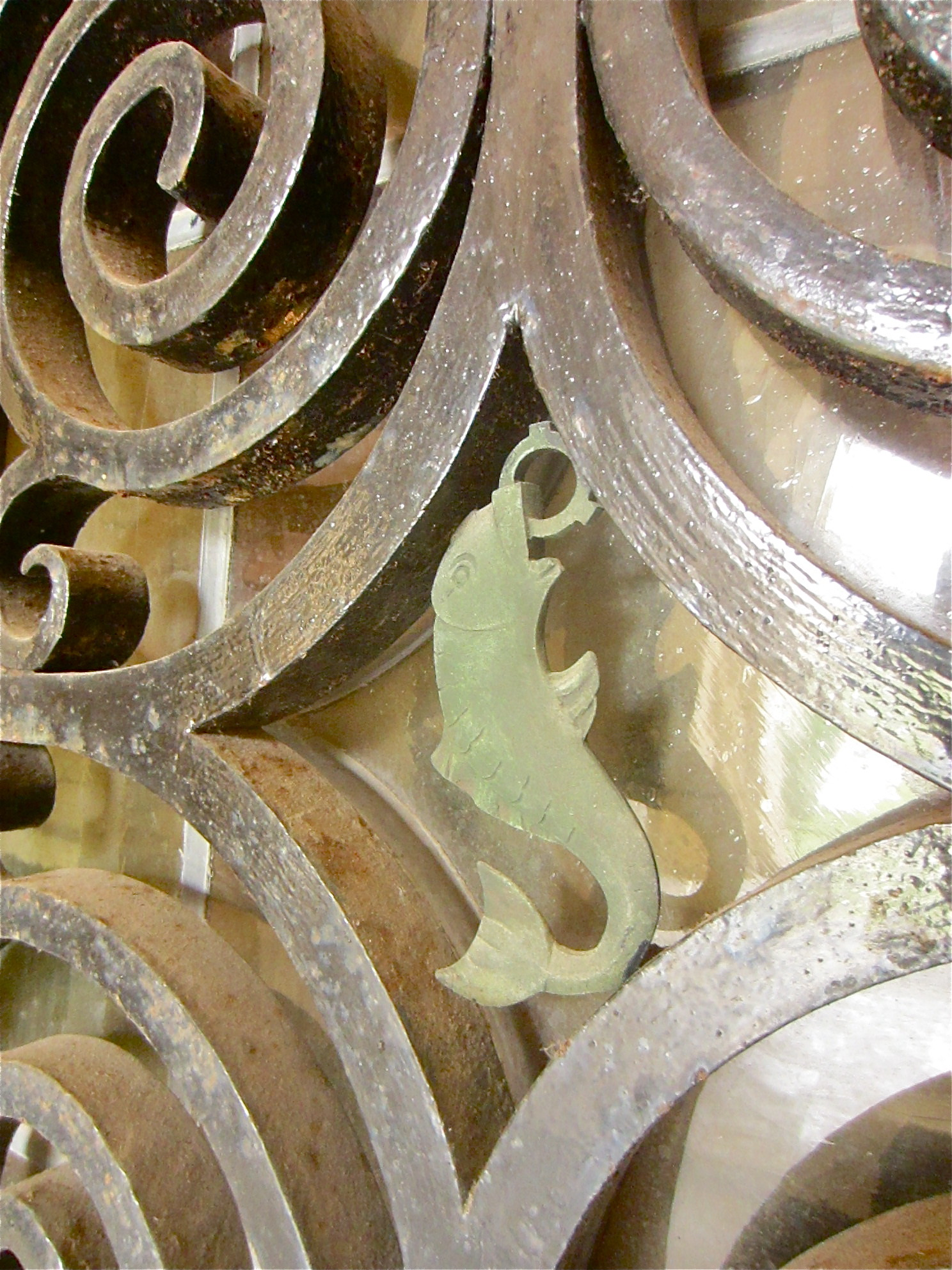
Portail du quartier abbatial: la truite et l'anneau

## La communauté cistercienne

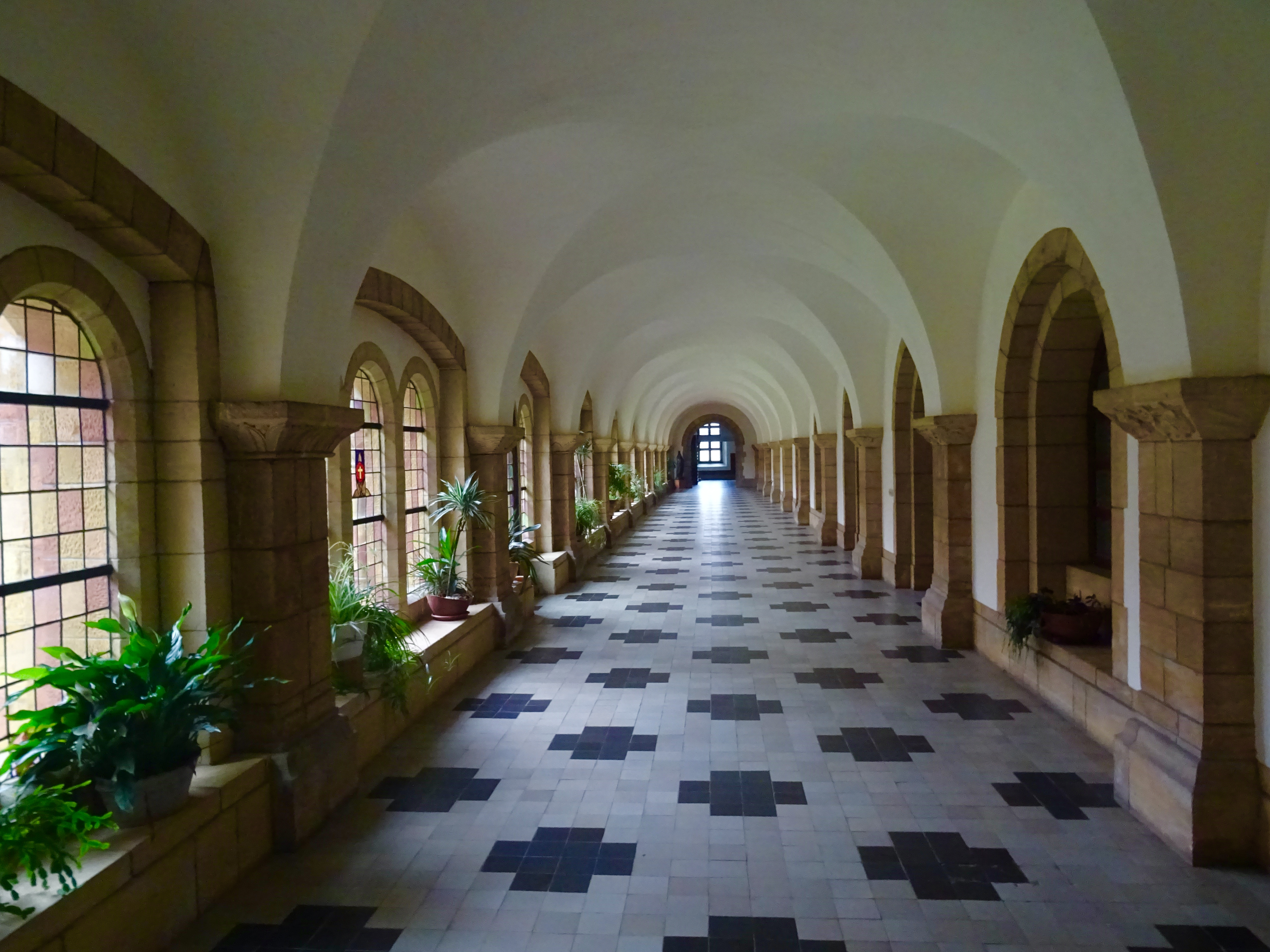
Le cloître du bâtiment dit "du noviciat", où vit la communauté; à droite, la cuisine et le réfectoire.

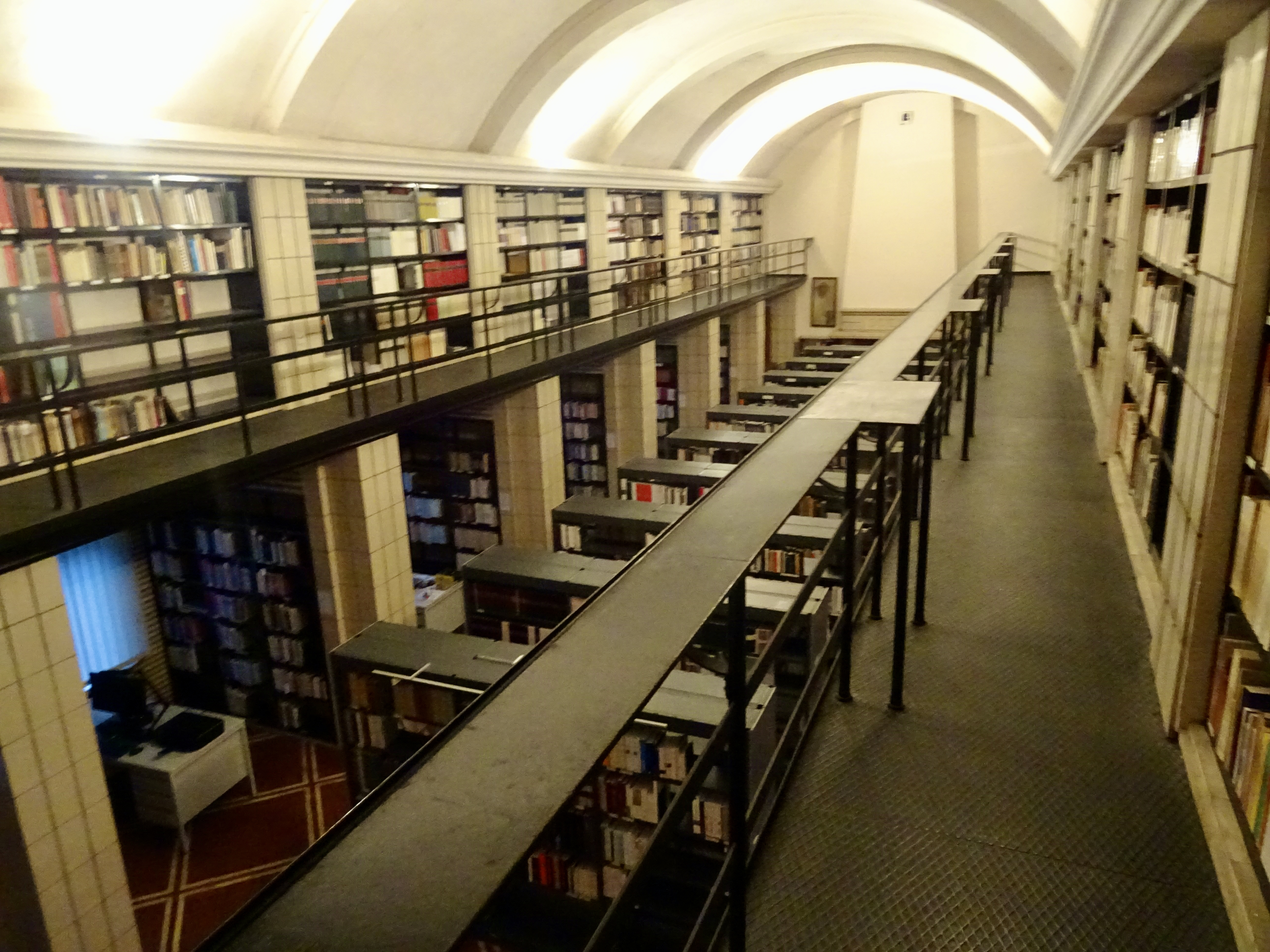
La grande bibliothèque

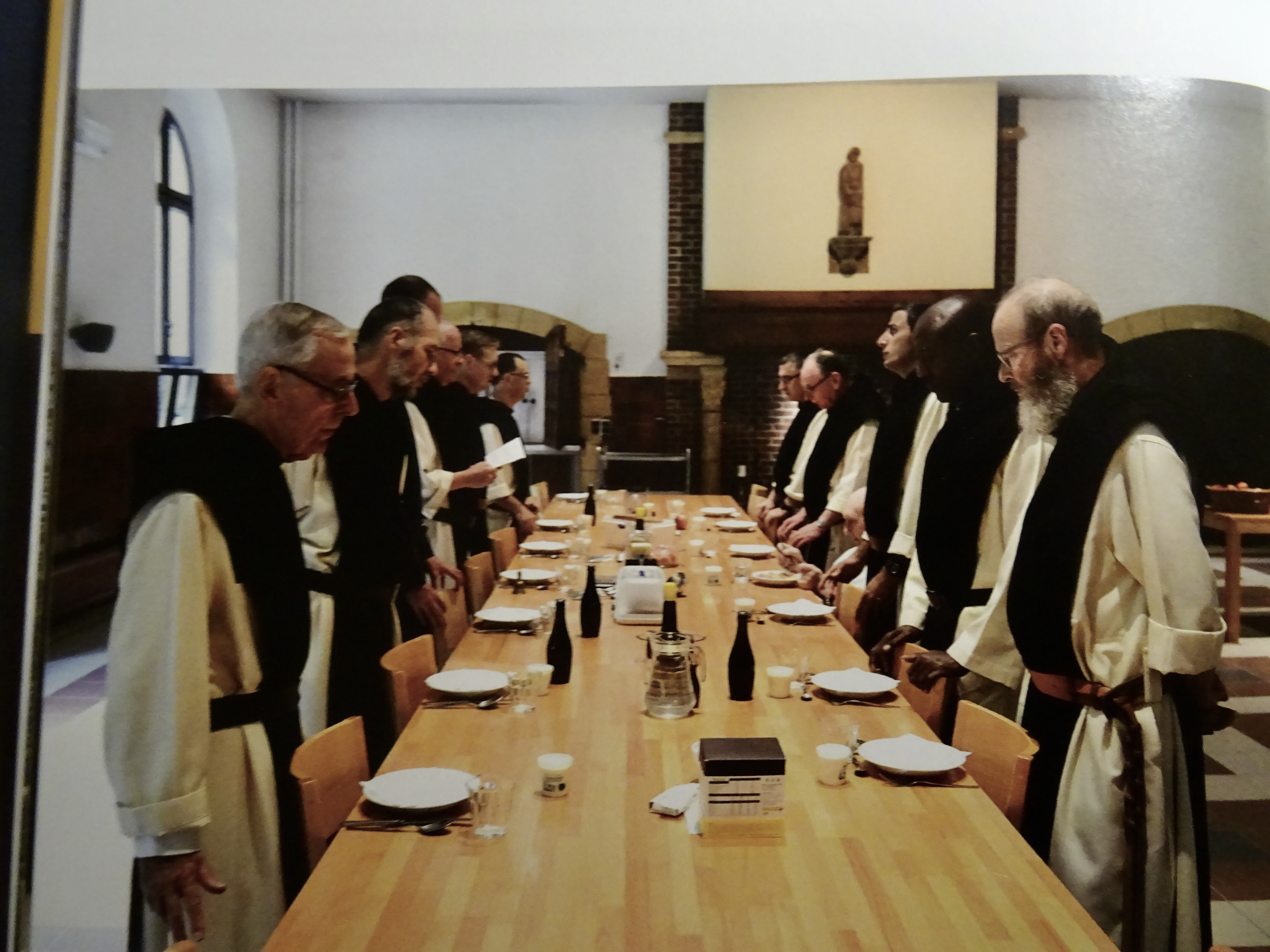
Prière avant le repas pris en silence.

Les bâtiments ne sont que le cadre destiné à abriter la vie d'une communauté monastique, selon l'esprit de Cîteaux: une vie fraternelle (le monastère est une "schola caritatis", une école de charité), à la fois accueillante à tous et à distance des affaires du "monde", et libre de toute fonction sociale autre que la prière, poursuivie dans le silence et la solitude, nourrie et équilibrée par le travail des mains.
Le prieuré établi en 1926, qui dépendait de Sept-Fons, a vite attiré des novices : les vocations religieuses ou sacerdotales sont très nombreuses dans la Belgique de l'époque. Son prieur entendait bien mener sa barque de façon indépendante: cela engendre de nombreuses tensions entre les deux fortes personnalités, très différentes, qu'étaient Dom Marie-Albert van der Cruyssen et Dom Chautard, l'abbé de Sept-Fons, et même avec l'ordre cistercien comme tel. L'idée initiale d'une simple annexe de Sept-Fons se voyait transformée en projet d'une « résurrection de l'ancienne splendeur d'Orval ». Dans cette ligne, Dom Marie-Albert, qui n'avait jamais totalement abandonné ses activités socio-politiques, cherchait à ce que lui-même et son abbaye jouent un rôle de premier plan dans la société belge, ce qui était contraire au fondement même de la tradition cistercienne : une vie purement « contemplative » dans le « retrait du monde ». Et les constructions manifestaient un peu trop l'ancien entrepreneur spécialisés en bâtiments d'exposition spectaculaires, et le patriote qui voyait dans le relèvement d'Orval un geste d'affirmation tout ensemble catholique et nationale : tour-clocher (60 mètres) et statue de la Vierge gigantesques, statues monumentales des saints fondateurs, "chapelle royale" et chapelle privée de l'abbé luxueusement décorées, œuvres d'art, quartier abbatial grandiloquent, fascination pour les blasons et armoiries (et d'abord celles de l'abbé) qu'on grave ou peint partout: tout cela assez étranger à l'esprit cistercien de dépouillement et de vie cachée. Ainsi, Dom Chautard écrivait à propos de la tour: "cette tour disproportionnée, sans parler de l'éloignement de la tradition de Cîteaux, écrase le paysage. C'est un non-sens dans un vallon si étroit. Elle chante le bluff et fait cesser le chant monastique vrai de Cîteaux et la définition cistercienne d'Orval". Il fallut que le chapitre général lui-même interdise formellement que la tour soit surmontée par une statue de la Vierge de 8 m de haut, qui aurait été éclairée la nuit par de puissants phares : du coup, une statue de 17 m, désormais emblématique, fut installée sur la façade de l'église…
Toujours est-il que, 8 ans après le retour des premiers moines, Orval est érigée en abbaye autonome par décision du Chapitre général, confirmée par le Saint Siège le 13 décembre 1935. Plusieurs anciens de Sept-Fons décident alors de quitter Orval et de rejoindre leur communauté d'origine . Le 29 février 1936, le chapitre de la toute jeune communauté élit Dom Marie-Albert comme premier abbé de la nouvelle abbaye, le 53e de la lignée historique des abbés d'Orval.Le 5 juin 1939, l'église abbatiale, terminée, est bénie ; elle est élevée au rang de basilique mineure lors d'une grande cérémonie, le 2 mai 1940, une semaine avant l'invasion allemande. 
Comme une grande partie de la population belge, la communauté fuit alors en France; Dom Marie-Albert, lui, rejoint le gouvernement belge, qui le charge du soutien aux réfugiés belges en France: il s'installe pour ce faire à Cahors pour quelques semaines, avant de revenir le 10 juillet pour trouver l'abbaye pillée, mais sans autre dégâts . Pendant la guerre, le père abbé et les frères soutiennent de diverses façons la résistance; le P. Alexandre, prieur, devra se cacher au maquis, et le père Étienne Gillard sera emprisonné pendant deux ans à la prison de Huy. Les travaux sont ralentis par la guerre; ils continuent pourtant, contribuant à fournir du travail aux ouvriers de la région pendant cette période critique. Ils se terminent par la construction du quartier abbatial et des cloîtres de l'hôtellerie qui encadrent la vaste et calme cour des retraitants.
En 1946, l'abbaye de Sept-Fons demande à être déchargée de son rôle d'abbaye-mère, qui est transféré à l'abbaye de Westmalle, dont, conformément au système cistercien de soutien mutuel entre communautés, l'abbé devient donc le "père immédiat" (superviseur ) d'Orval. Enfin, l'église est solennellement consacrée le 8 septembre 1948, lors d'une cérémonie grandiose, qui marque l'aboutissement de la "résurrection d'Orval".
La communauté compte alors plus de 60 moines, provenant de toute la Belgique, aussi bien néerlandophones que francophones. Dom Marie-Albert démissionne pour raisons de santé en 1950; en 1953, lors d'une dernière grande célébration marquant le 8e centenaire de la mort de St Bernard, il est fait grand-croix de l'ordre de la Couronne par le premier ministre Van Houtte, venu à Orval en hélicoptère. Il meurt en 1955. 
Lui succèdent comme abbés : Vincent de Paul Sonthonnax (1950-1966), François-Xavier Hanin (1967-1971), Étienne Gillard (1971-1980), Denis Debusschere (1980-81), Eric Dion (1988-99), Matthieu Cauwe (1999-2003), Lode Van Hecke (2007-2019), qui a été alors nommé évêque de Gand.
Lui ont succédé comme supérieurs ad nutum: Bernard-Joseph Samain (2020-2024), puis Xavier Frisque (2024-...). L'abbé de Westmalle, père immédiat, a depuis 2022 nommé comme son délégué le père-abbé de Scourmont.  
Consacrée à la prière, au travail et à l'accueil, la vie d'une communauté cistercienne ne connaît habituellement pas de grands événements. Les réformes conciliaires des années 60 en sont un: elles ont eu un grand impact sur la vie religieuse, à Orval comme ailleurs. Ainsi, depuis sa création, l'ordre cistercien comportait deux catégories de moines: les "religieux de chœur", à la coule et tunique blanches avec scapulaire noir, tenus à célébrer l'office 7 fois par jour, et le plus souvent ordonnés prêtres; et les frères convers, vêtus de brun, qui se consacraient davantage au travail manuel. Dans l'Orval du XXe siècle, le nombre de frères convers a toujours été très réduit: en 1965, dans la foulée de Vatican II, cette différenciation, devenue inégalité, est supprimée pour tout l'ordre cistercien par un décret d'unification. Dans les mêmes années, la liturgie est transformée, passant du latin au français au français et du grégorien à des compositions contemporaines, et des messes "privées" à la concélébration. Certaines rigueurs des observances sont considérablement assouplies,notamment en matière alimentaire (usage du poisson et des œufs), et surtout de vie personnelle (passage du dortoir commun aux chambres individuelles) et de silence (autorisation des conversations nécessaires ou utiles, et abandon du langage des signes).
De telles transformations, surtout dans une communauté cloîtrée, ne vont évidemment pas sans difficultés ni tensions. La communauté compte une cinquantaine de moines en 1970, lors du IXe centenaire du monastère, marqué par de nombreuses manifestations (colloques, concert...) et l'inauguration du musée dans les souterrains: elle projetait alors une fondation au Brésil, mais le projet est abandonné en raison du départ l'année suivante d'une dizaine de frères, dont l'abbé.
Fin des années 1970, sous l'impulsion de Lode Van Hecke, le chant liturgique est profondément renouvelé dans l'esprit grégorien, mais toujours en français. En 2021, avec un an de retard dû à la pandémie de Covid-19, la communauté célèbre son 950e anniversaire, notamment par l'exécution d'un oratorio créé pour l'occasion, « l'or du val ».
Comme dans presque toutes les communautés religieuses en Europe et en Amérique du Nord, l'impact des mutations culturelles et de la rapide déchristianisation est sévère: en 2024, Orval compte moins de dix frères. Mais l'abbaye demeure un pôle de spiritualité qui continue à attirer hommes et femmes de tous les horizons.

### Économie et travail
La reconstruction de l'abbaye a été financée par les revenus de la brasserie d'Orval qui a été installée en 1935, mais aussi par diverses formes de mécénat public et privé : donations et legs, vente des  « timbres d'Orval », important subside de la loterie nationale belge, etc.
La communauté, de son côté, doit vivre de son travail. La tradition cistercienne associe étroitement la prière et le travail manuel: « ora et labora » (« prie et travaille »). Depuis 1926, les formes et les domaines du travail exercé par les moines d'Orval ont évolué en fonction des circonstances et du nombre de frères. Le travail agricole a longtemps tenu la première place: surtout l'élevage (porcs et moutons, vaches laitières et enfin bétail viandeux) jusqu'en 1975, et un important potager. Le travail forestier (exploitation du domaine et production de bois de chauffage) est toujours à l'ordre du jour. Les frères ont aussi dès 1928 fabriqué du fromage, et la fromagerie installée en 1932 s'est développée progressivement; elle produit un fromage de type port-salut; elle a longtemps fabriqué aussi, en moindre quantité, un fromage de type cheddar. Grâce à des ruchers, le travail des frères produit aussi du miel et des bonbons au miel; dans les années 1980 et 90, le pain trappiste produit par la boulangerie de la communauté a été commercialisé. Enfin, une part notable du travail est liée à la vie même de la communauté: entretien des bâtiments, ménage, accueil des hôtes, travaux intellectuels, gestion du site… 
L'abbaye a intégré les nouvelles exigences écologiques de sobriété énergétique et vise la neutralité carbone. Dès les années 30, une grande partie de l'électricité consommée était produite par une turbine alimentée par l'eau provenant de l'étang noir, en amont. Plus récemment, une station autonome d'épuration des eaux usées et une installation de production d'électricité par méthanisation des déchets de la brasserie et de la fromagerie ont été installées à l'entrée de cet étang; et un circuit complexe permet des économies d'énergie par des échanges entre les eaux soit chaudes, soit froides utilisées pour la production et le stockage en frigo de la bière et du fromage (par ex., la chaleur produite par les moteurs des frigos est récupérée) .
Actuellement (2024), la fromagerie et la brasserie n'occupent plus que du personnel laïc, à l'exception de certaines tâches annexes assurées par les moines, comme certains emballages, ou la récente fabrication de fromage à tartiner consommé à l'hôtellerie. Leurs revenus sont consacrés à l'entretien des bâtiments et à la solidarité, par le soutien à diverses institutions, œuvres sociales, mouvements ou associations.

#### La brasserie

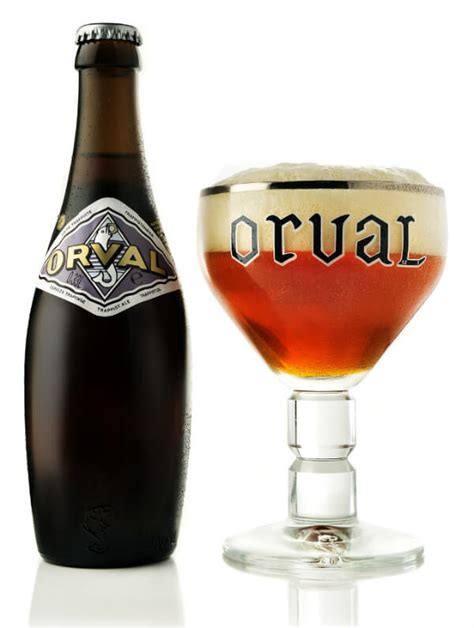
La bouteille dessinée par Henri Vaes, son étiquette et le verre-calice dessiné par sa fille n'ont pas changé depuis 1931.

En 1931, l'installation d'une brasserie au sein même de l'abbaye fut décidée afin d'aider financièrement à la construction du nouveau monastère. Actuellement et dans la tradition cistercienne, la communauté monastique consacre principalement à l'entretien des bâtiments et à l'aide sociale les revenus liés à la bière et au formage produits à Orval. Il n'existe que douze brasseries trappistes au monde dont les cinq plus anciennes en Belgique, les autres sont beaucoup plus récentes. Seules ont le droit de porter cette appellation les bières brassées au sein d'une abbaye, sous le contrôle des moines cisterciens qui y vivent, et dont les bénéfices soutiennent uniquement la vie de la communauté et la solidarité.
La bière d'Orval est brassée avec l'eau de la source d'Orval, et la double fermentation utilise une levure spécifique. La bière est ambrée, de fermentation haute, titre 6,2 % d'alcool et se caractérise par un arôme et une amertume typiques. Elle est régulièrement classée par les connaisseurs parmi les meilleurs bières du monde...Malgré la demande croissante, la production est limitée à environ 80.000 hl par an, soit 25 millions de bouteilles. Il s'y ajoute la production très réduite d'une seconde bière, plus faiblement alcoolisée (4,5°), « la petite verte », ainsi nommée parce qu'elle était autrefois embouteillée dans des bouteilles de cette couleur. Elle n'est consommée que par la communauté et les hôtes, et à la brasserie-restaurant toute proche, qui appartient à l'abbaye.

### Accueil spirituel

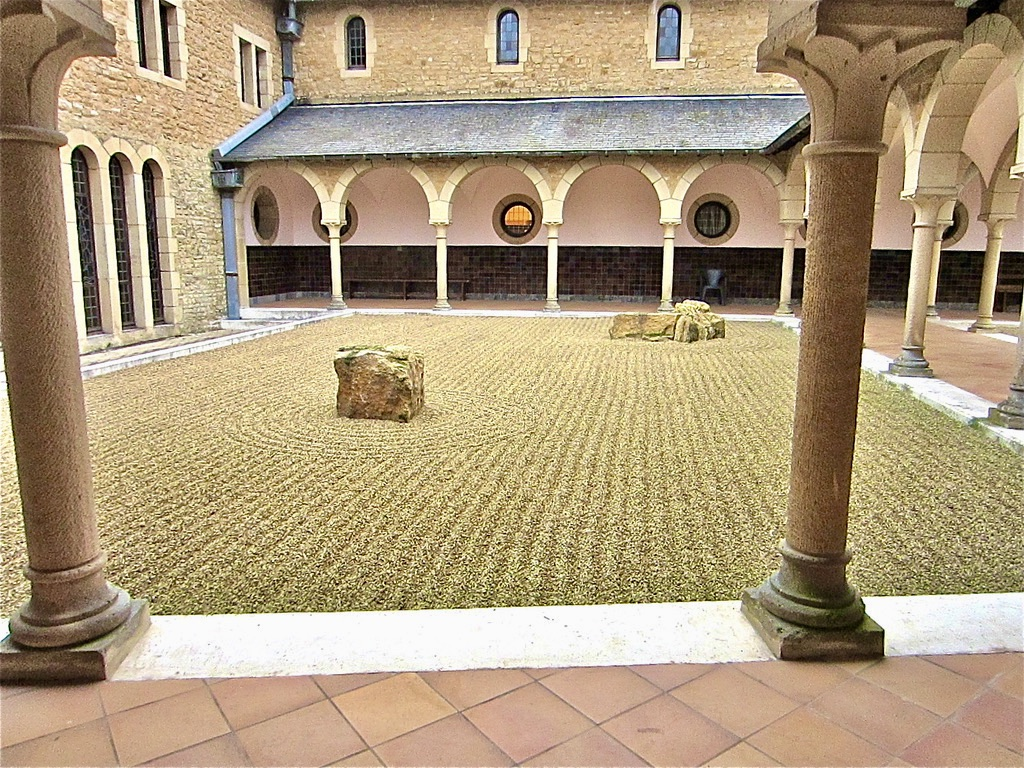
Le "jardin de pierre", d'inspiration zen, aménagé dans les cloîtres de l'hôtellerie.

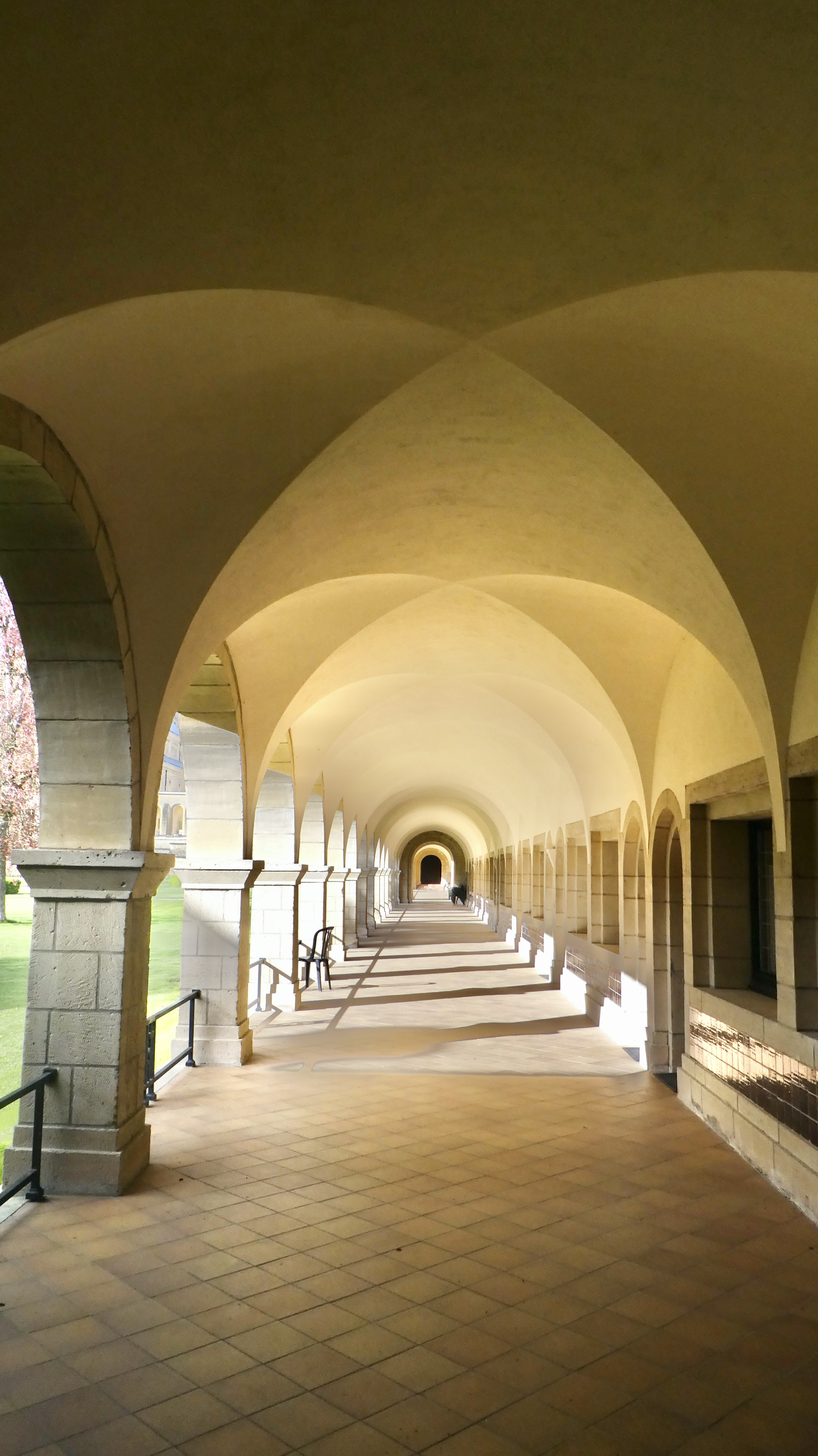
Cloître de l'hôtellerie

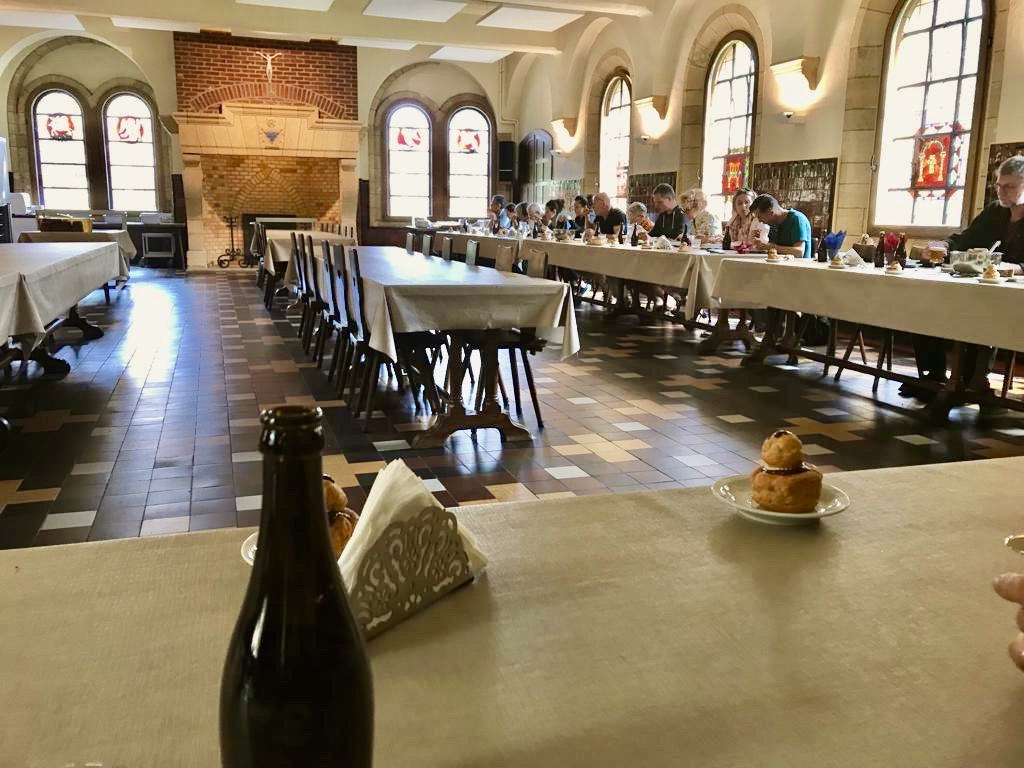
les hôtes à la salle à manger de l'hôtellerie

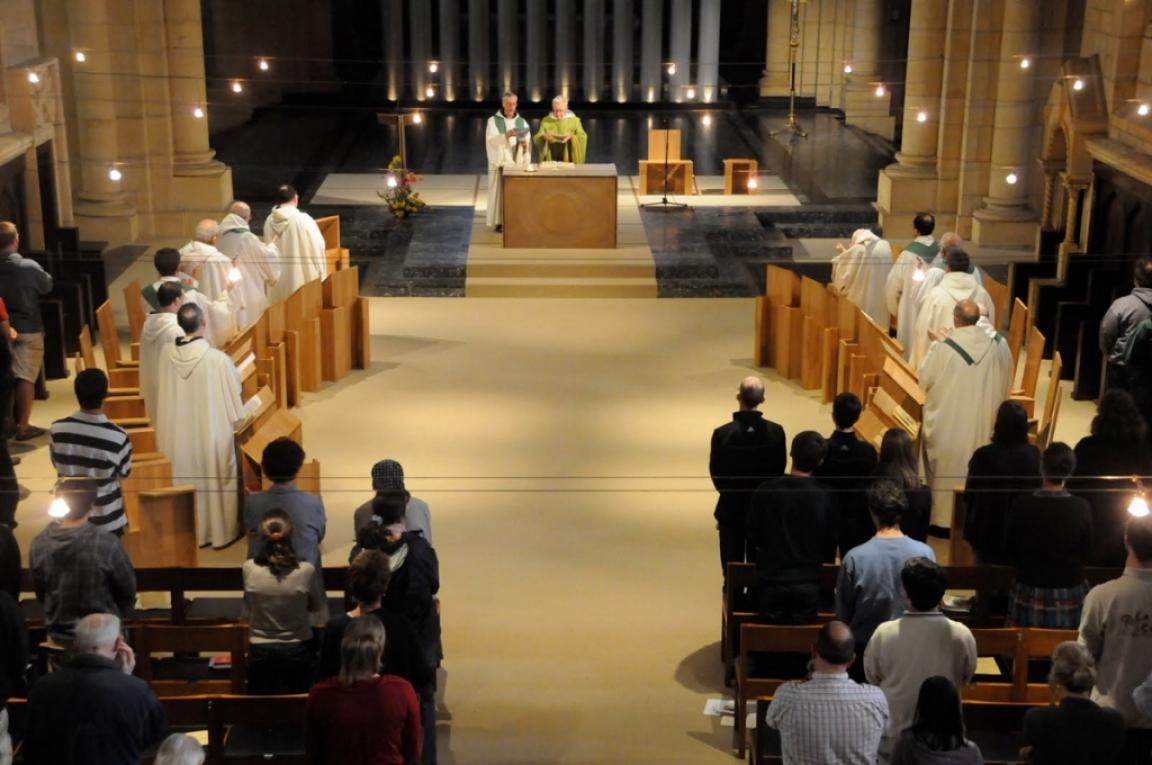
La communauté et les hôtes rassemblés pour l'eucharistie

En ce début de XXIe siècle, le monastère a su devenir à la fois un lieu d'histoire remarquablement restauré, et un lieu de ressourcement où une dizaine de moines cisterciens, prient, travaillent et accueillent des hôtes, pour une retraite de quelques jours dans le silence monastique : l'hôtellerie compte quelques 80 chambres, et il s'y ajoute, hors de la zone de silence, un grand chalet qui accueille des groupes ou des familles qui organisent eux-mêmes leur intendance. Chaque année, ce sont ainsi plusieurs milliers de personnes qui passent quelques jours dans le silence d'Orval et participent, si elles le souhaitent, à la prière de la communauté. Il faut noter que, conformément à la tradition cistercienne de "retrait au désert" et de vie communautaire dans le silence, à part les temps de prière à l'église et pour les frères chargés de l'accueil, la communauté vit à part des hôtes, contrairement à ce qui se fait par exemple dans beaucoup de monastères bénédictins où les hôtes partagent le repas de la communauté.
En plus des retraites organisées, chaque été un rassemblement appelé "Orval jeunes en prière" réunit des dizaines de jeunes avec la communauté.

### Culture et tourisme

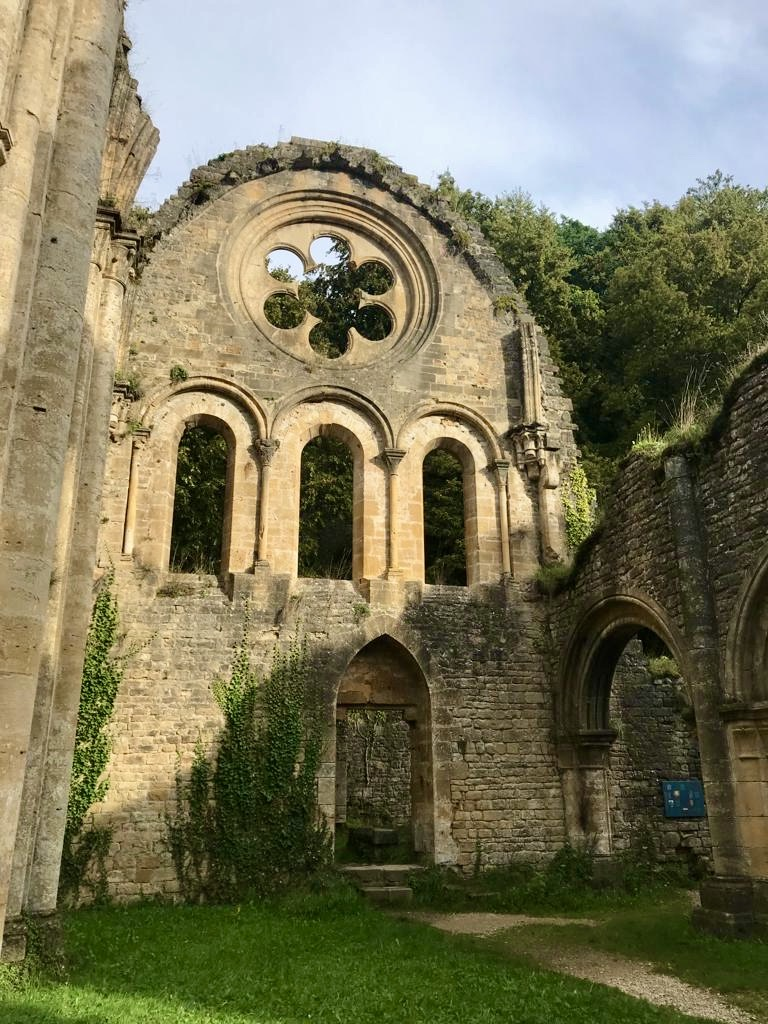
Le pignon du transept nord de l'église médiévale, avec sa rosace devenue emblématique d'Orval

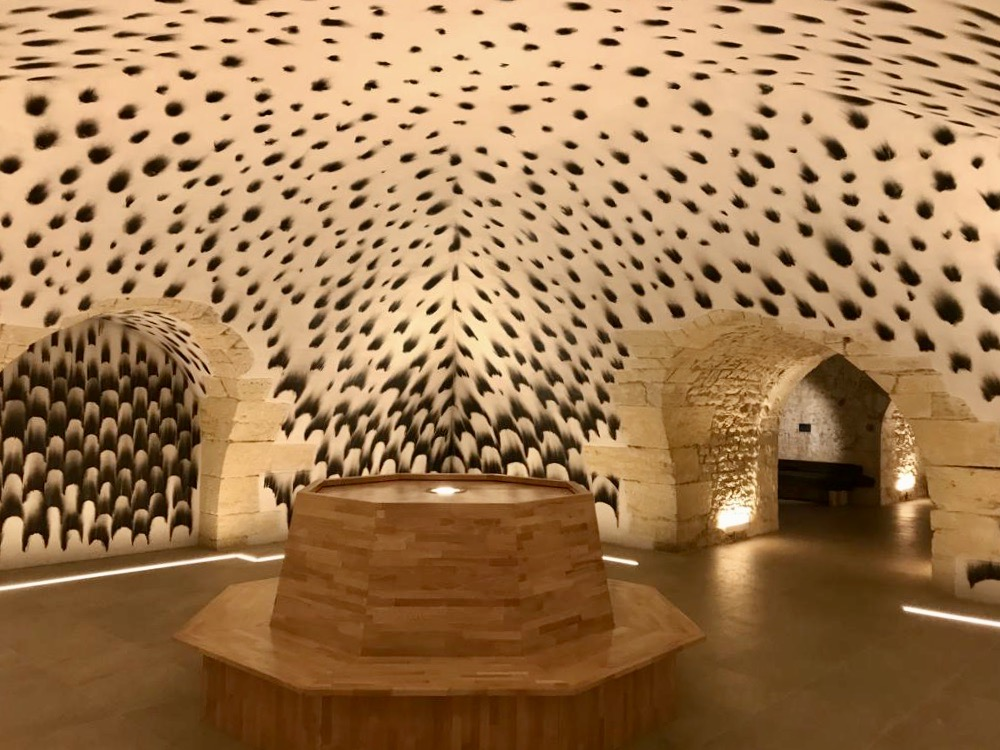
Art contemporain et spiritualité: une des cryptes du musée: "partition cistercienne", de Christian Jaccard

L'abbaye d'Orval constitue aujourd'hui l'un des principaux lieux touristiques de la province de Luxembourg. Le secteur ouvert au tourisme est limité au domaine des ruines médiévales et au musée installé dans les cryptes du XVIIIe siècle : on ne visite ni l'abbaye moderne, ni l'église, ni la brasserie ou la fromagerie. En dehors des heures des offices, les touristes ont accès à la tribune de l'église ; mais toutes les personnes qui souhaitent participer à la prière de la communauté y sont accueillies à l'heure des offices.
Au fil des années, ce qui était la visite des ruines s'est transformée par l'aménagement de diverses installations muséales, la poursuite des recherches archéologiques et le développement d'une dimension d'art contemporain. Actuellement, le circuit permet d'abord de jeter un coup d'œil sur la charmante petite "cour des aumônes" de l'hôtellerie, avec sa fontaine, puis sur la grande cour des retraitants, avec son plan d'eau; les visiteurs commencent alors leur parcours par un bâtiment, précédant un vivier, reconstruit sur l'emplacement de celui qui accueillait les hôtes de marque et les réunions des États généraux du duché de Luxembourg: au raz-de-chaussée, on accède à une présentation audio-visuelle de l'histoire d'Orval et de la vie monastique, dans une mise en scène qui évoque le "scriptorium" d'un monastère médiéval. À l'étage, plusieurs maquettes impressionnantes permettant de réaliser ce qu'étaient l'abbaye médiévale, puis l'abbaye néo-classique du XVIIIe siècle, puis le projet initial de reconstruction, enfin l'état actuel du site. Dans un petit bâtiment voisin sont installés les beaux meubles, ustensiles et instruments de l'ancienne "pharmacie" monastique - qui servait en fait de dispensaire pour toute la région; elle est précédée par un jardin de plantes médicinales. Tout proche, un énorme chêne âgé de plusieurs siècles étend ses branches sur quelques statues à thème religieux de Camille Colruyt. À gauche de l'entrée de l'église médiévale se trouve le bassin limpide de la célèbre "fontaine Mathilde", alimenté par la source au débit impressionnant qui fournit l'eau de la brasserie. Tout à côté, un bâtiment ancien ("les communs d'Abraham") abrite un musée interactif sur l'histoire et la fabrication de la bière et du fromage d'Orval, et quelques salles consacrées au frère Abraham, moine et peintre du XVIIIe siècle, qui aurait eu son atelier dans ce bâtiment. Les ruines proprement dites comportent l'église avec sa célèbre rosace (une application permet de visualiser ce qu' était autrefois son intérieur), la belle salle du chapitre et les vestiges du cloître, enfin "l'aile des moines" du XVIe siècle récemment découverte.
Elle conduit au musée installé dans les caves voûtées sous l'abbaye moderne. Créé en 1970 et récemment agrandi, il comporte des salles historiques présentant de nombreux objets et documents des 9 siècles d'histoire d'Orval, y compris de l'industrie sidérurgique, et des salles d'art religieux contemporain : deux "chapelles" de méditation, et une galerie où sont régulièrement organisées des expositions d'art religieux.

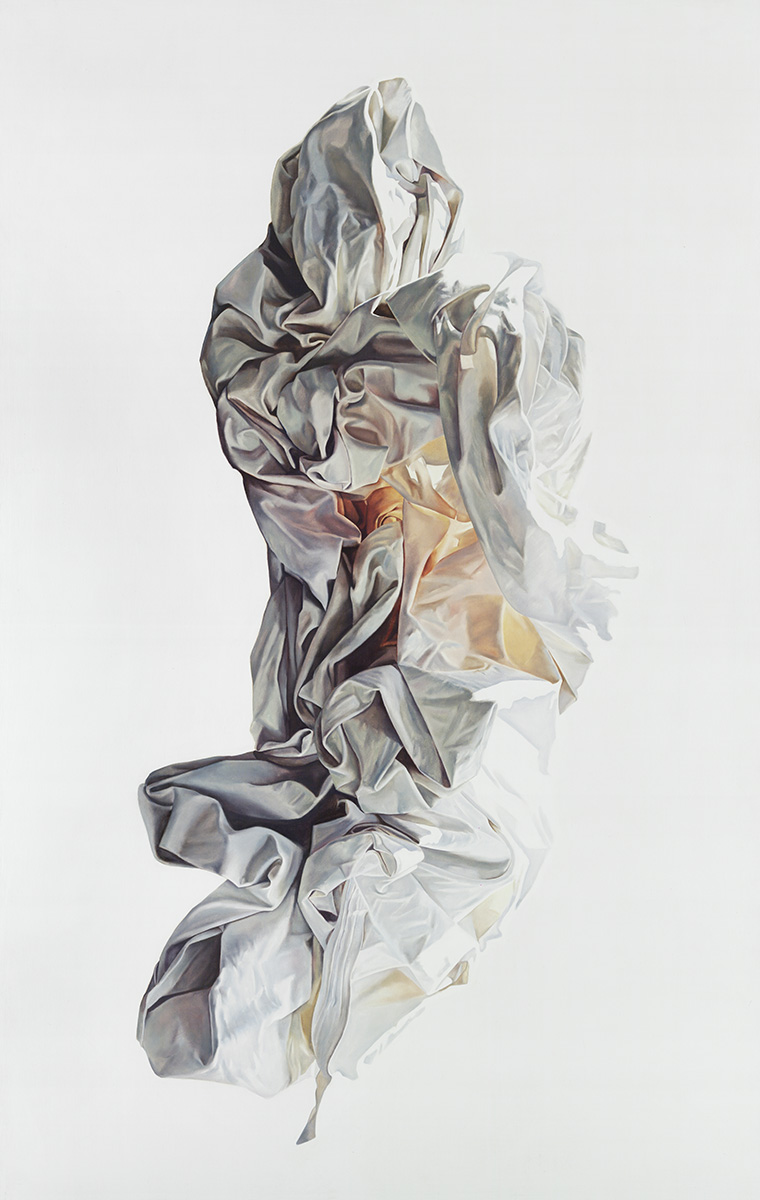
Art contemporain et spiritualité: "L'homme du troisième jour", œuvre de Caroline Chariot disposée à l'entrée du musée

À la fin de la visite, les visiteurs peuvent passer au magasin qui propose le fromage et la bière de l'abbaye (en quantité limitée par personne), une librairie religieuse bien fournie, et des objets religieux ou des souvenirs. Pour préserver l'ambiance de calme et de silence, il n'y a pas dans l'enceinte de l'abbaye de possibilité de dégustation ou de restauration : mais à quelques centaines de mètres, l'auberge de l'ange gardien, qui propose une offre variée et "tous budgets", a été construite par l'abbaye et récemment agrandie: elle se situe en face du bel étang des forges, qui alimentait les marteaux-pilons de l'usine sidérurgique des XVIIe et XVIIIe siècles dont la grande halle a été conservée de l'autre côté de la grand route (propriété privée transformée en gîte touristique, elle ne se visite pas).

## Découvertes archéologiques et projets
À l'occasion du 900e anniversaire en 1970, un musée d’histoire monastique avait été créé dans les caves du 18e siècle. La nécessité de moderniser les lieux, notamment en prévoyant un second accès, a conduit à la découverte d'une arcade en plein cintre créée par l’architecte Henry Vaes, en dessous de la chapelle royale, au moment de la reconstruction dans les années trente. Cette porte n’a jamais servi, elle avait rapidement été condamnée et enterrée. Dans la foulée, des fouilles ont été entreprises, durant l'été 2020, par le Service archéologique de la Région wallonne.Elles ont permis de déblayer une très grande partie de l’ancienne aile du XVIe sièclel qui accueillait entre autres le logement des moines de chœur et l’infirmerie. L’architecte Laurent-Benoît Dewez, au XVIIIe siècle, avait déjà enterré les vestiges de ce bâtiment du XVIe siècle avec de nombreux déblais de construction (fenêtres partiellement murées) et Henri Vaes a poursuivi ce comblement au moment de la reconstruction du XXe siècle.
Un très beau couloir latéral a désormais été dégagé. Sur la gauche de ce couloir, donnant sur l’arrière de la salle du chapitre médiéval, une succession de salles voutées conduit jusqu’à la porte en plein cintre récemment mise au jour, devenue la nouvelle entrée du musée, qui a été agrandi et entièrement réaménagé. Au stade final du projet qui court jusqu'en 2026, année du centenaire de la « résurrection » d'Orval, le visiteur des ruines suivra un parcours chronologique partant du chœur cistercien du XIIe siècle, traversant le cloître médiéval, permettant la découverte des différentes pièces de l’aile du XVIe siècle et rentrant dans les caves du XVIIIe siècle qui abritent les collections du musée.

## Personnalités
- Gilles d'Orval (XIIIe siècle), auteur de la première chronique de la principauté de Liège.
- Antoine Perrin (1738-1788), frère convers et célèbre pharmacien.
- Jean-Louis Gilson, en religion « frère Abraham » (1741-1809), frère convers et artiste-peintre.
- Charles van der Cruyssen (Dom Marie-Albert), 1874-1955, restaurateur et 53e abbé d'Orval.
- Henri Vaes (1876-1945), architecte de la nouvelle abbaye, de celle de Cordemois et du prieuré de Sorée.
- frère Eugène Degive (1885- 1957), frère convers entré à Orval en 1933, qui respirait la sainteté[47].
- frère Louis Afonso (1897-1986), d'origine portugaise, entré comme convers à Maris Stella (Brésil) en 1922, arrivé à Orval en 1927 avec le groupe refondateur, qui rayonnait la prière et la bonté.
- frère Adelin Rousseau (1913-2009)[48], moine d'Orval, qui a édité l'œuvre majeure d'Irénée de Lyon (140-200) (" Contre les hérésies"), en reconstituant le texte grec original à partir des traductions latines et arméniennes conservées, et les "sermons sur le Cantique des cantiques" de Grégoire de Nysse (355-395)
- frère Lode Van Hecke (1950 - ), entré au monastère en 1976, élu abbé en 2007, nommé évêque de Gand en 2019.

## Dans la culture populaire

### Littérature
- Le tome 17 des aventures de Vasco, La Bête (scénario et dessin : Gilles Chaillet ; couleurs : Chantal Defachelle, Le Lombard, 1999) dans lequel les héros font halte à l'abbaye dans leur trajet entre La Roche et Bouillon.
- La bande dessinée Orval (Tome 1 [2009][49] et 2 [2010][50]), de Jean-Claude Servais, déploie l'histoire de l'abbaye d'Orval. Les éditions intégrales en blanc et noir[51] et colorisées[52] sont complétées d'une annexe historique de 18 pages : Orval, histoire de l'abbaye par Marc Heyde.
- La Prophétie d'Orval de Frédéric Kiesel[53].

### Philatélie
- À l'époque de la reconstruction, dans le but de financer les travaux, plusieurs séries de timbres postaux belges ont été éditées souvent avec surtaxe. Ils avaient pour thème l'abbaye, les moines et même les lettres à l'ancienne constituant le mot ORVAL

## Galerie d'images

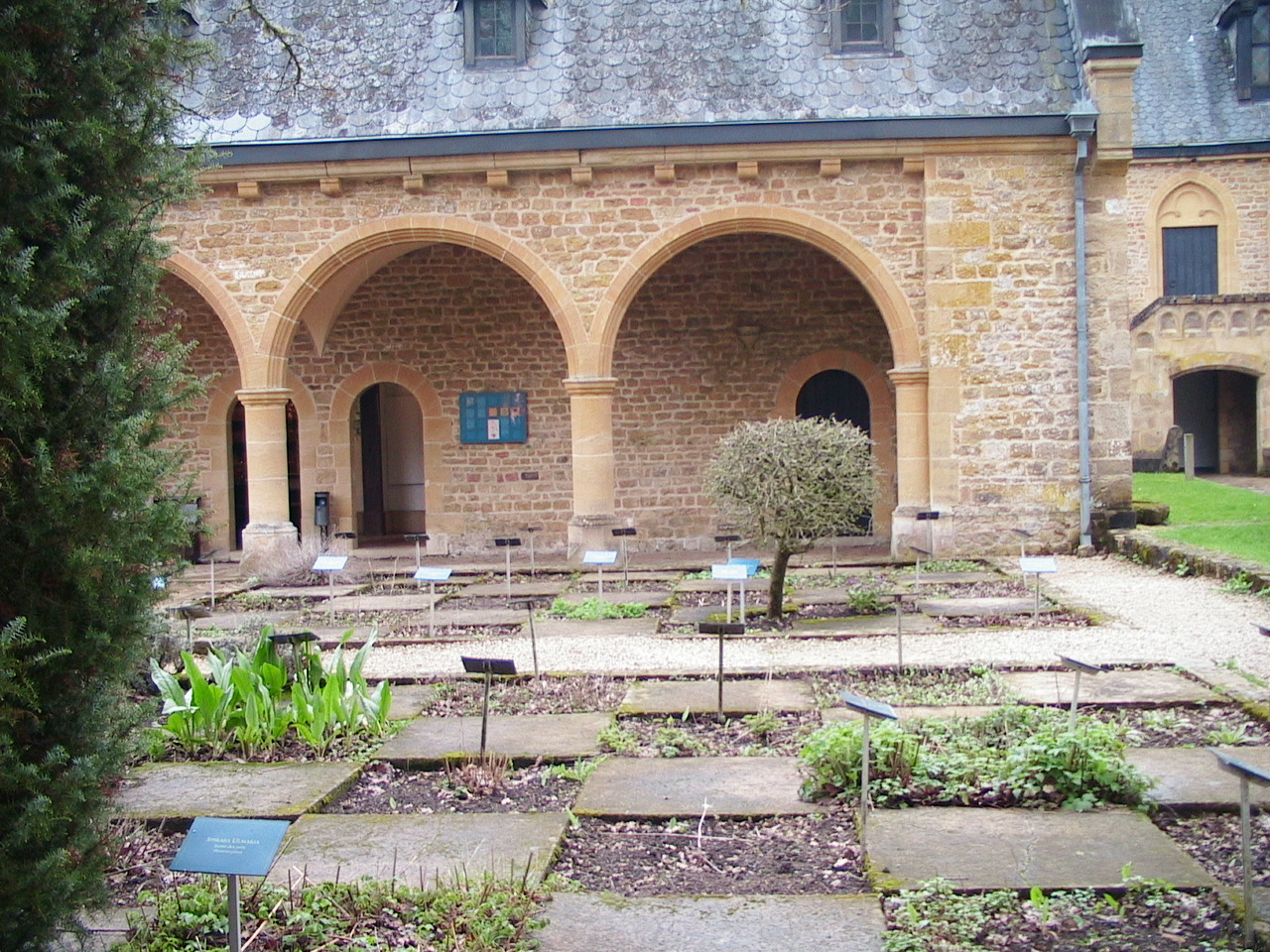
La "pharmacie" et le jardin aux simples.
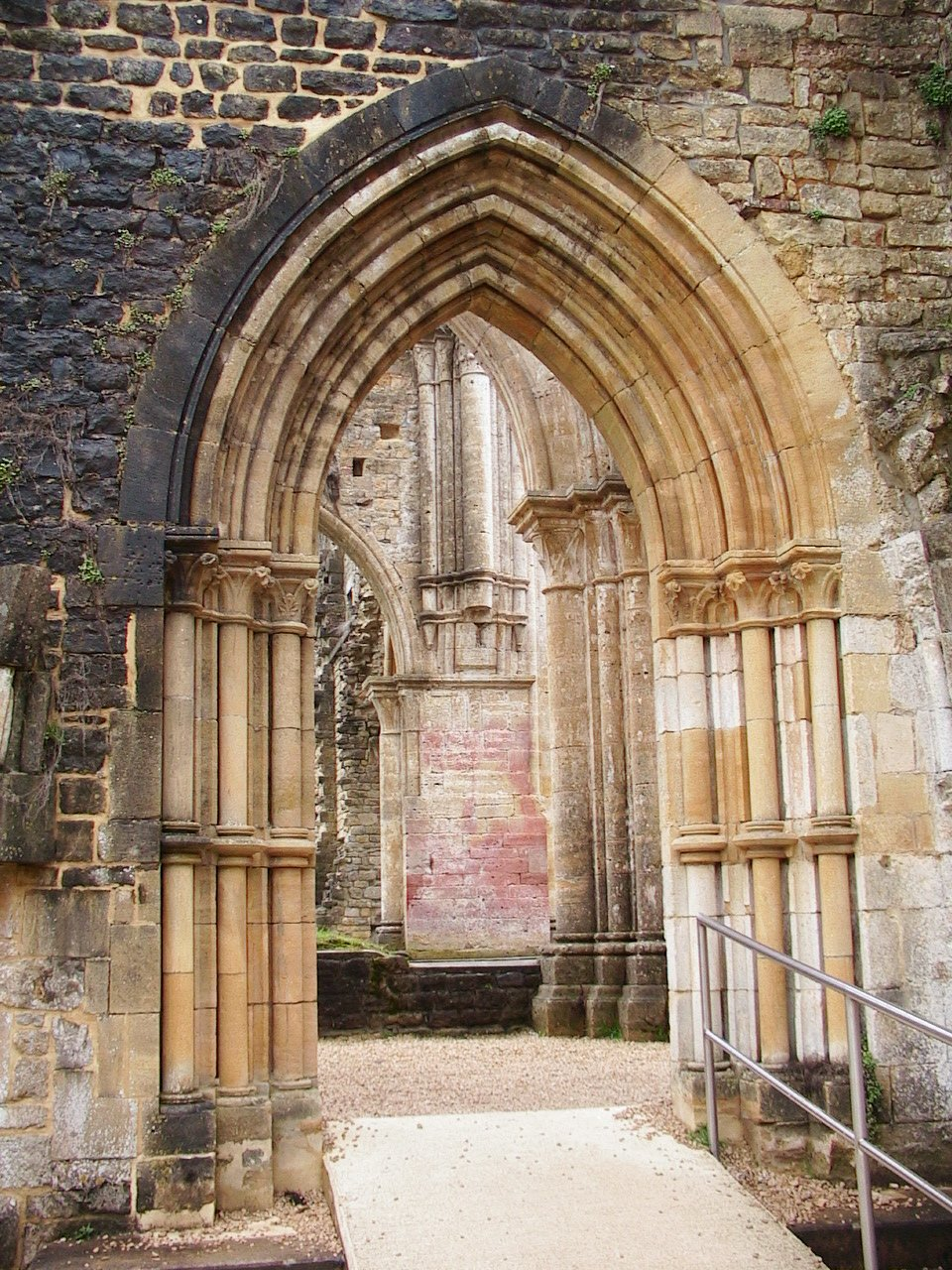
Porte de l'abbatiale en ruine donnant sur le cloître.
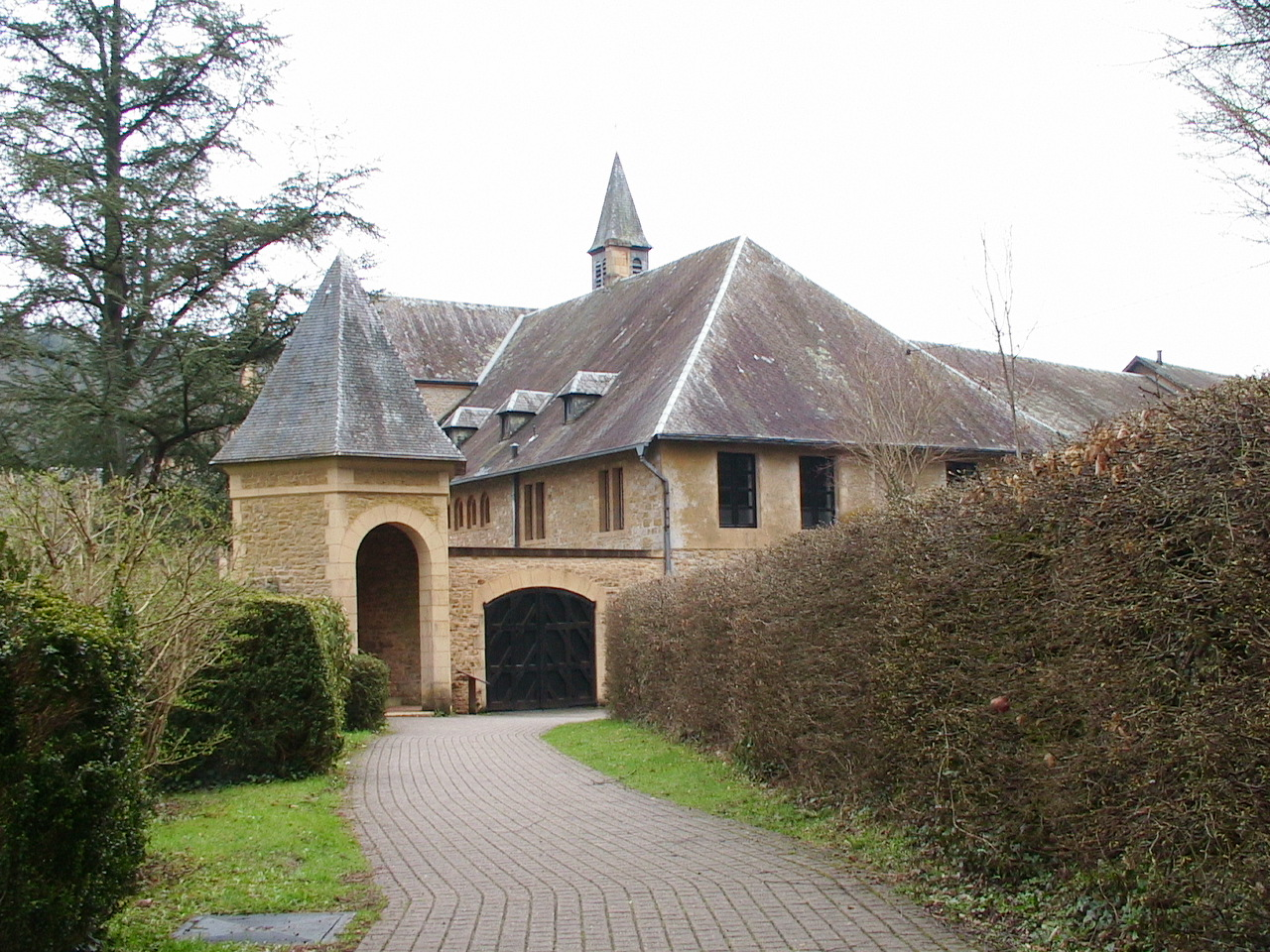
Un bâtiment d'accueil.
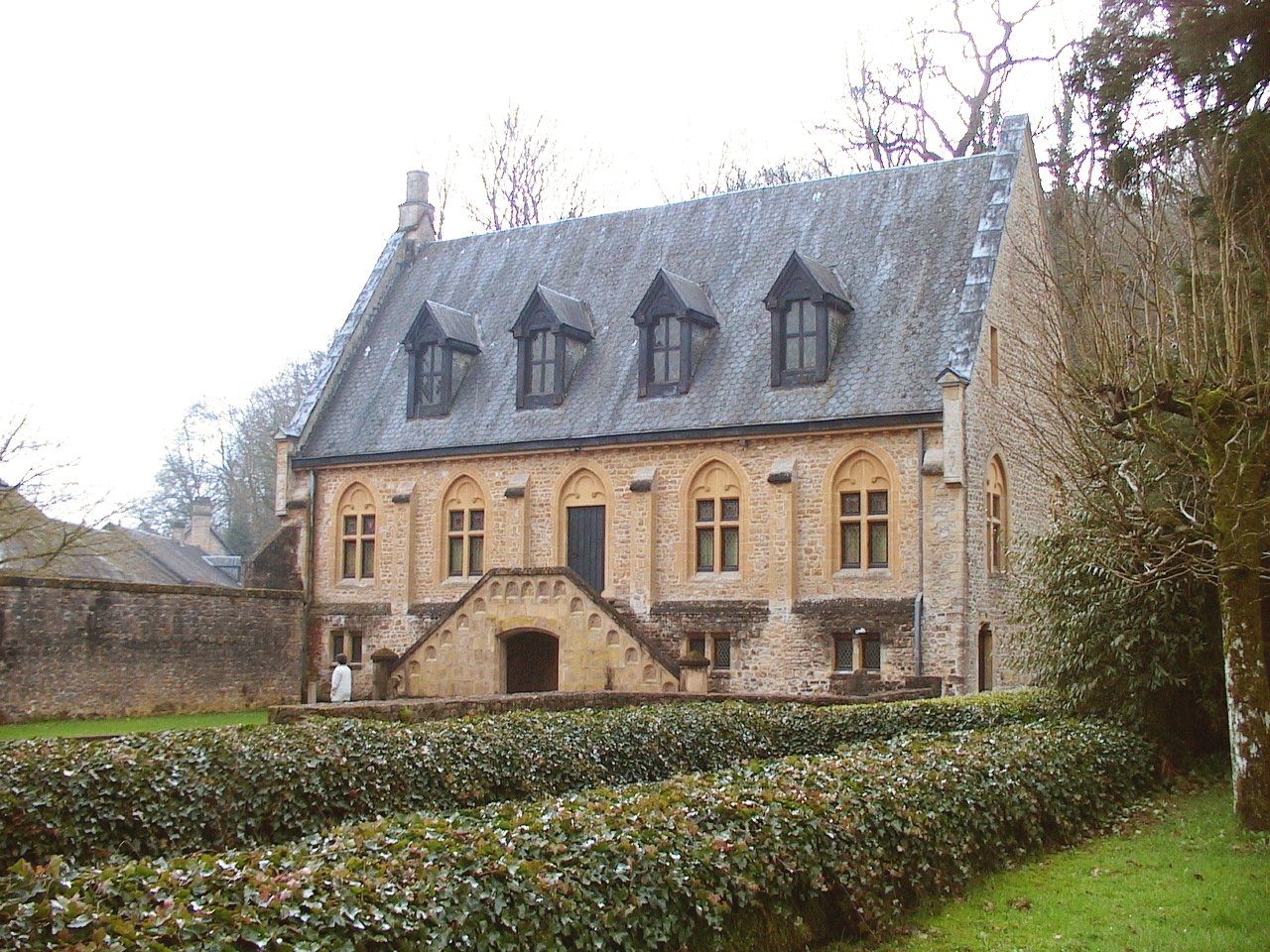
Ancien quartier des hôtes
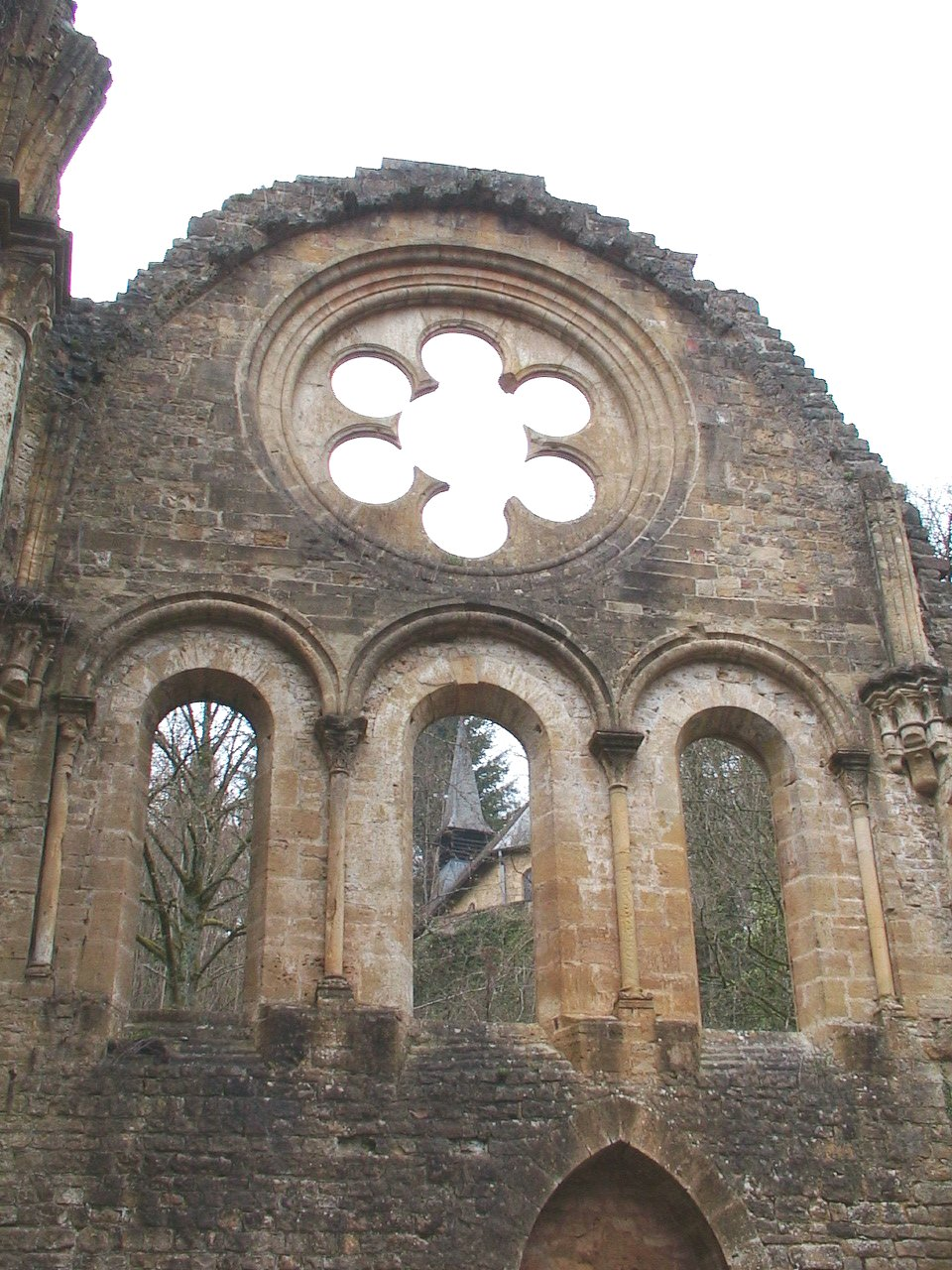
La rosace du transept nord dans l'ancienne abbatiale.
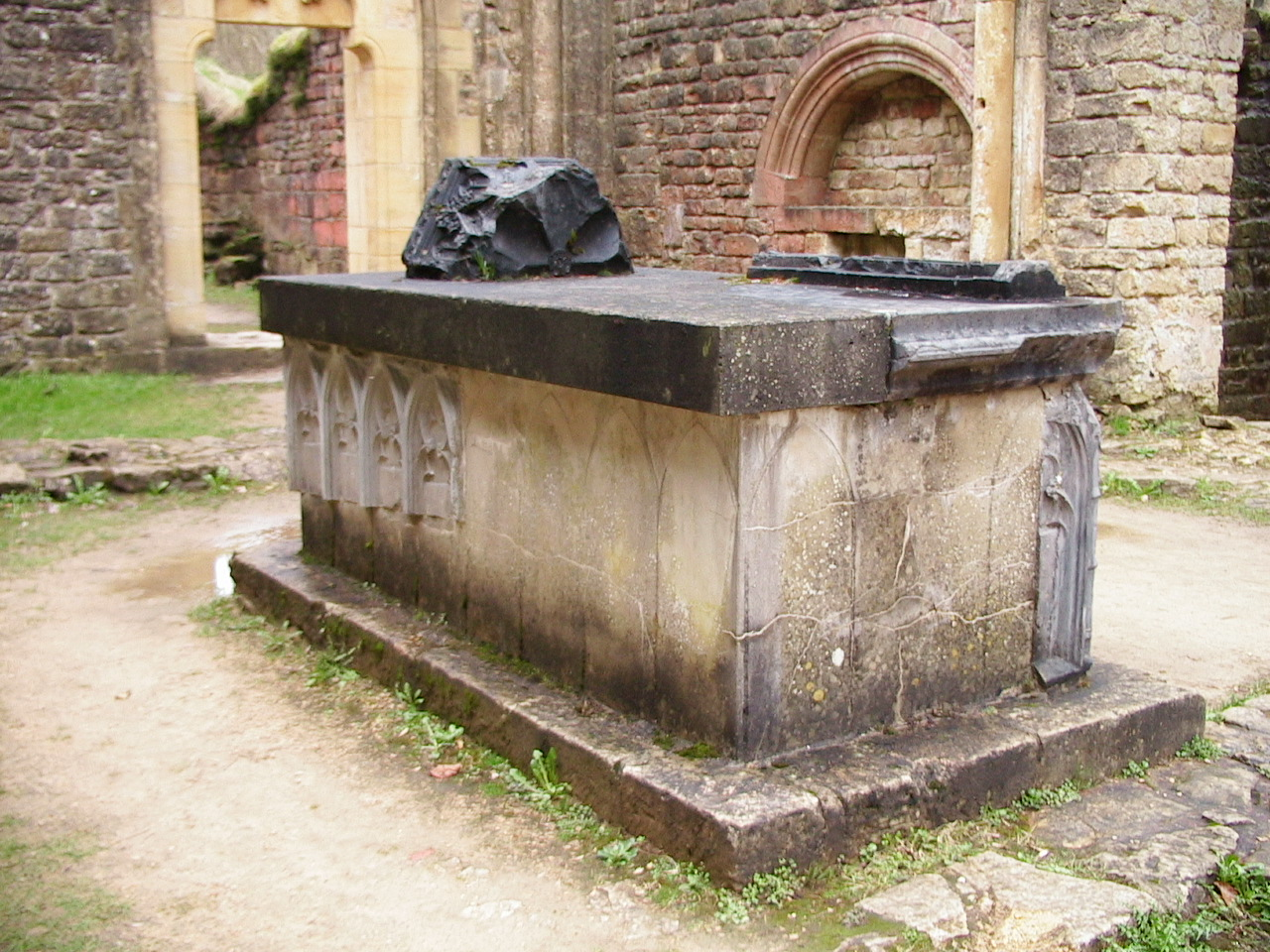
Tombeau de Wenceslas.
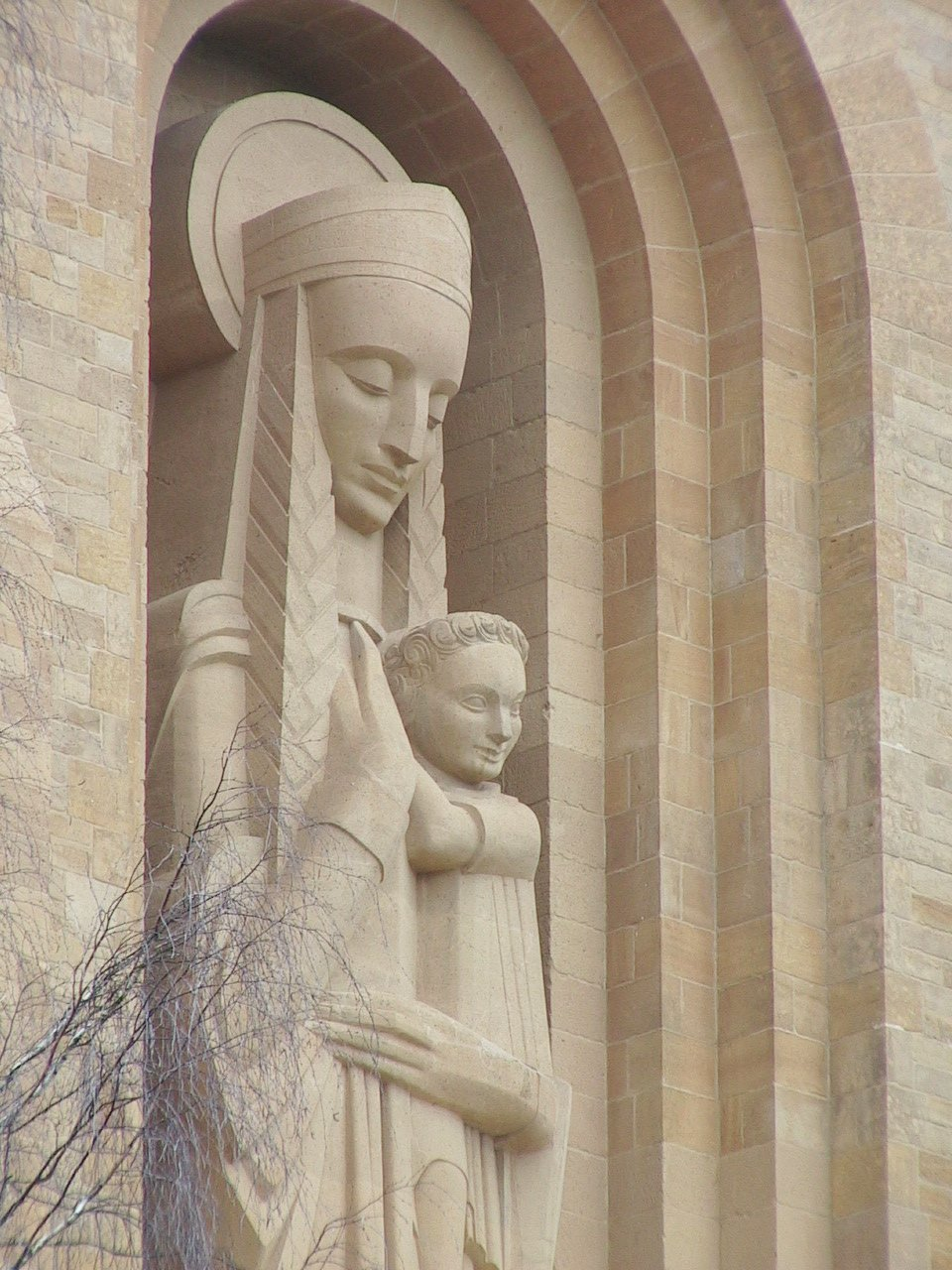
Statue monumentale de N.-D. d'Orval. Détail du visage.
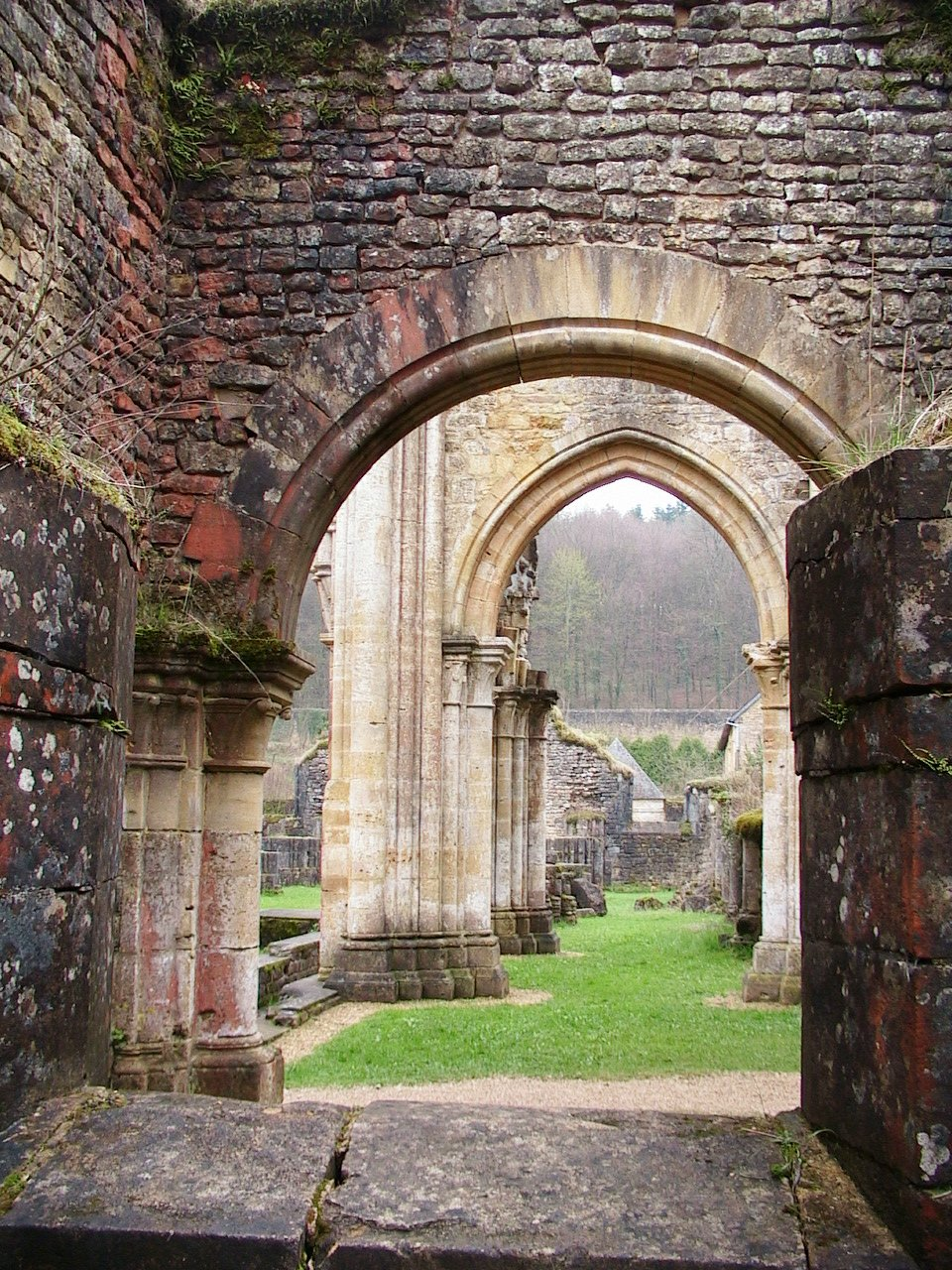
Ruines de l'ancienne abbatiale, un bas-côté.
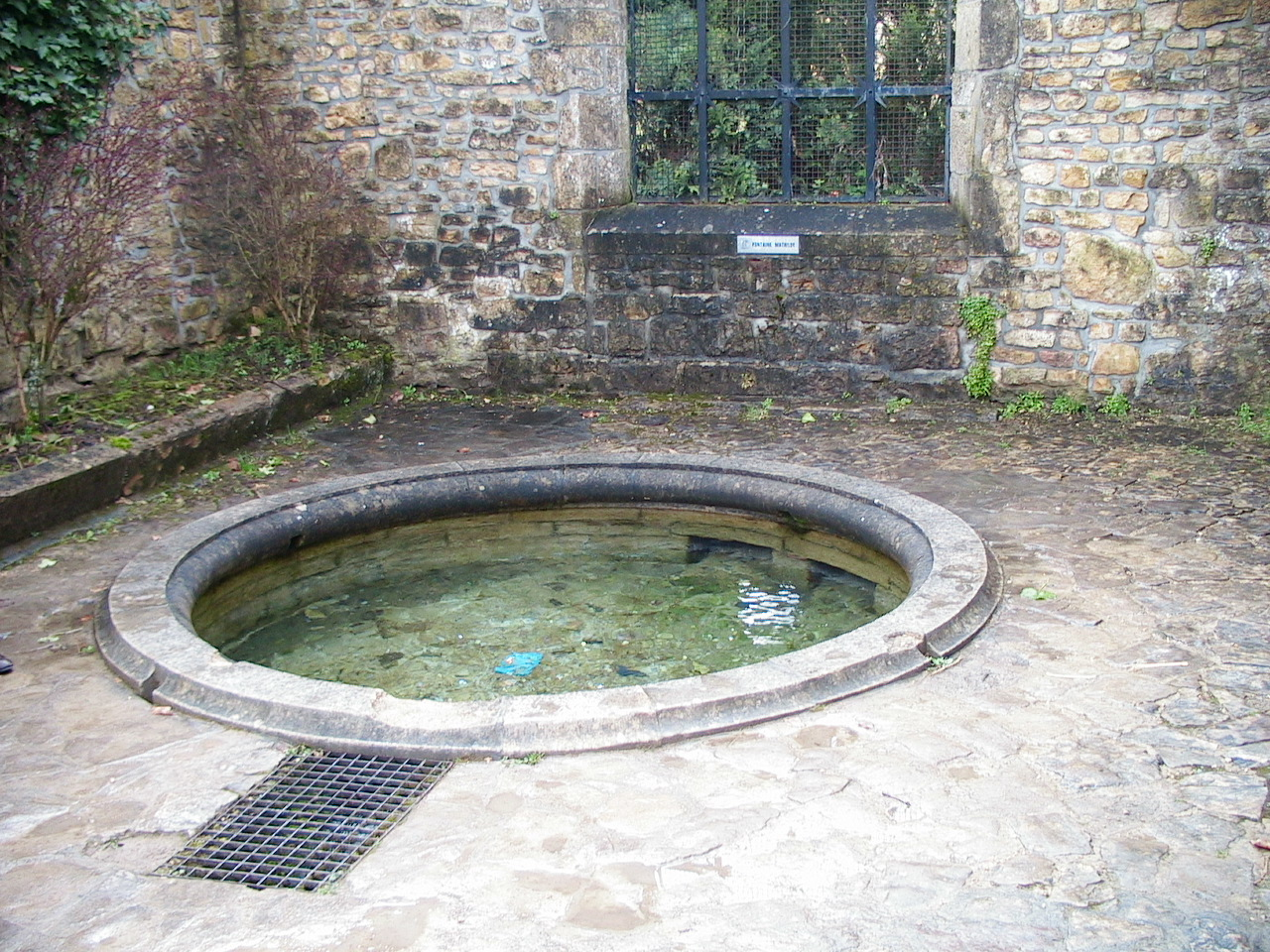
Fontaine Mathilde.
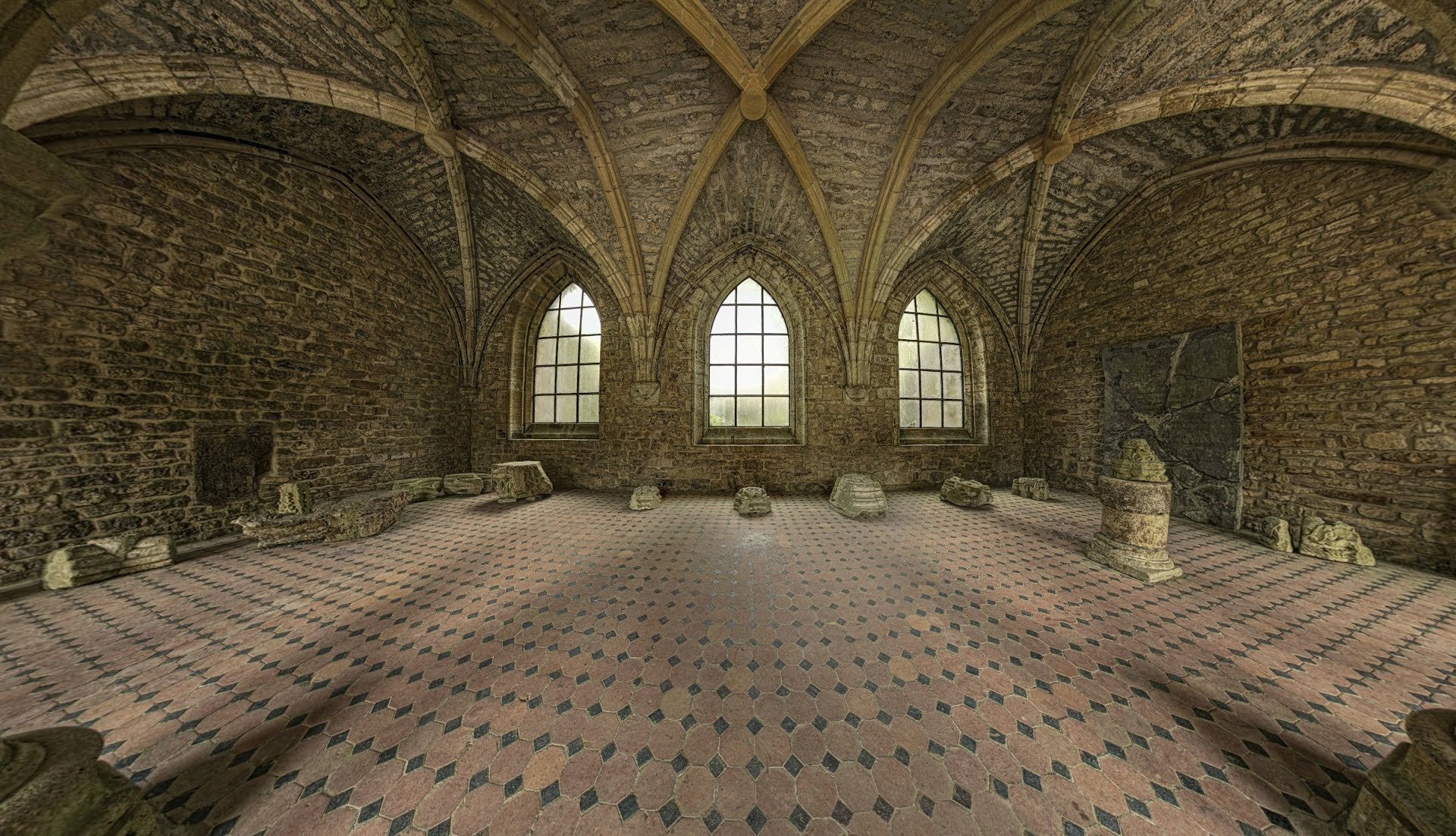
Salle du chapitre